# Liste des communes de la Seine-Maritime
Pour les autres listes de communes françaises, voir Listes des communes de France.
| - La Seine-Maritime en France métropolitaine. - Carte des communes de la Seine-Maritime. |

Cette page liste les 707 communes du département français de la Seine-Maritime au 1er janvier 2025.

## Liste des communes
Le tableau suivant donne la liste des communes au 1er janvier 2025, en précisant leur code Insee, leur code postal principal, leur arrondissement, leur canton, leur intercommunalité, leur superficie, leur population et leur densité, d'après les chiffres de l'Insee issus du recensement 2022,.
| Nom                                 | Code Insee | Code postal       | Arrondissement | Canton                                                            | Intercommunalité                             | Superficie (km2) | Population (dernière pop. légale) | Densité (hab./km2) | Modifier                                    |
| ----------------------------------- | ---------- | ----------------- | -------------- | ----------------------------------------------------------------- | -------------------------------------------- | ---------------- | --------------------------------- | ------------------ | ------------------------------------------- |
| Rouen (préfecture)                  | 76540      | 76000 76100       | Rouen          | Rouen-1 Rouen-2 Rouen-3                                           | Métropole Rouen Normandie                    | 21,38            | 116 331 (2022)                    | 5 441              | modifier les données · modifier les données |
| Allouville-Bellefosse               | 76001      | 76190             | Rouen          | Yvetot                                                            | CC Yvetot Normandie                          | 14,66            | 1 147 (2022)                      | 78                 | modifier les données · modifier les données |
| Alvimare                            | 76002      | 76640             | Le Havre       | Saint-Valery-en-Caux                                              | CA Caux Seine Agglo                          | 6,73             | 595 (2022)                        | 88                 | modifier les données · modifier les données |
| Ambrumesnil                         | 76004      | 76550             | Dieppe         | Dieppe-1                                                          | CC Terroir de Caux                           | 5,14             | 504 (2022)                        | 98                 | modifier les données · modifier les données |
| Amfreville-la-Mi-Voie               | 76005      | 76920             | Rouen          | Darnétal                                                          | Métropole Rouen Normandie                    | 3,94             | 3 280 (2022)                      | 832                | modifier les données · modifier les données |
| Amfreville-les-Champs               | 76006      | 76560             | Rouen          | Yvetot                                                            | CC Plateau de Caux                           | 4,60             | 190 (2022)                        | 41                 | modifier les données · modifier les données |
| Anceaumeville                       | 76007      | 76710             | Rouen          | Bois-Guillaume                                                    | CC Inter-Caux-Vexin                          | 4,68             | 693 (2022)                        | 148                | modifier les données · modifier les données |
| Ancourt                             | 76008      | 76370             | Dieppe         | Dieppe-2                                                          | CA de la Région Dieppoise                    | 12,44            | 627 (2022)                        | 50                 | modifier les données · modifier les données |
| Ancourteville-sur-Héricourt         | 76009      | 76560             | Dieppe         | Saint-Valery-en-Caux                                              | CC de la Côte d'Albâtre                      | 3,50             | 353 (2022)                        | 101                | modifier les données · modifier les données |
| Ancretiéville-Saint-Victor          | 76010      | 76760             | Rouen          | Yvetot                                                            | CC Plateau de Caux                           | 11,54            | 374 (2022)                        | 32                 | modifier les données · modifier les données |
| Ancretteville-sur-Mer               | 76011      | 76540             | Le Havre       | Fécamp                                                            | CA Fécamp Caux Littoral Agglomération        | 3,15             | 149 (2022)                        | 47                 | modifier les données · modifier les données |
| Angerville-Bailleul                 | 76012      | 76110             | Le Havre       | Saint-Romain-de-Colbosc                                           | CC Campagne de Caux                          | 4,59             | 184 (2022)                        | 40                 | modifier les données · modifier les données |
| Angerville-l'Orcher                 | 76014      | 76280             | Le Havre       | Octeville-sur-Mer                                                 | CU Le Havre Seine Métropole                  | 9,91             | 1 398 (2022)                      | 141                | modifier les données · modifier les données |
| Angerville-la-Martel                | 76013      | 76540             | Le Havre       | Fécamp                                                            | CA Fécamp Caux Littoral Agglomération        | 10,19            | 1 081 (2022)                      | 106                | modifier les données · modifier les données |
| Angiens                             | 76015      | 76740             | Dieppe         | Saint-Valery-en-Caux                                              | CC de la Côte d'Albâtre                      | 6,88             | 518 (2022)                        | 75                 | modifier les données · modifier les données |
| Anglesqueville-l'Esneval            | 76017      | 76280             | Le Havre       | Octeville-sur-Mer                                                 | CU Le Havre Seine Métropole                  | 4,36             | 674 (2022)                        | 155                | modifier les données · modifier les données |
| Anglesqueville-la-Bras-Long         | 76016      | 76740             | Dieppe         | Saint-Valery-en-Caux                                              | CC de la Côte d'Albâtre                      | 3,53             | 126 (2022)                        | 36                 | modifier les données · modifier les données |
| Anneville-Ambourville               | 76020      | 76480             | Rouen          | Barentin                                                          | Métropole Rouen Normandie                    | 20,33            | 1 161 (2022)                      | 57                 | modifier les données · modifier les données |
| Anneville-sur-Scie                  | 76019      | 76590             | Dieppe         | Luneray                                                           | CC Terroir de Caux                           | 5,41             | 411 (2022)                        | 76                 | modifier les données · modifier les données |
| Annouville-Vilmesnil                | 76021      | 76110             | Le Havre       | Saint-Romain-de-Colbosc                                           | CC Campagne de Caux                          | 5,82             | 449 (2022)                        | 77                 | modifier les données · modifier les données |
| Anquetierville                      | 76022      | 76490             | Rouen          | Port-Jérôme-sur-Seine                                             | CA Caux Seine Agglo                          | 4,08             | 329 (2022)                        | 81                 | modifier les données · modifier les données |
| Anvéville                           | 76023      | 76560             | Rouen          | Yvetot                                                            | CC Plateau de Caux                           | 4,23             | 298 (2022)                        | 70                 | modifier les données · modifier les données |
| Ardouval                            | 76024      | 76680             | Dieppe         | Neufchâtel-en-Bray                                                | CC Communauté Bray-Eawy                      | 10,49            | 154 (2022)                        | 15                 | modifier les données · modifier les données |
| Arelaune-en-Seine                   | 76401      | 76940             | Rouen          | Port-Jérôme-sur-Seine                                             | CA Caux Seine Agglo                          | 53,81            | 2 500 (2022)                      | 46                 | modifier les données · modifier les données |
| Argueil                             | 76025      | 76780             | Dieppe         | Gournay-en-Bray                                                   | CC des Quatre Rivières                       | 6,95             | 348 (2022)                        | 50                 | modifier les données · modifier les données |
| Arques-la-Bataille                  | 76026      | 76880             | Dieppe         | Dieppe-2                                                          | CA de la Région Dieppoise                    | 14,68            | 2 433 (2022)                      | 166                | modifier les données · modifier les données |
| Aubéguimont                         | 76028      | 76390             | Dieppe         | Gournay-en-Bray                                                   | CC interrégionale Aumale - Blangy-sur-Bresle | 4,85             | 177 (2022)                        | 36                 | modifier les données · modifier les données |
| Aubermesnil-aux-Érables             | 76029      | 76340             | Dieppe         | Eu                                                                | CC interrégionale Aumale - Blangy-sur-Bresle | 8,48             | 201 (2022)                        | 24                 | modifier les données · modifier les données |
| Aubermesnil-Beaumais                | 76030      | 76550             | Dieppe         | Dieppe-1                                                          | CA de la Région Dieppoise                    | 4,88             | 524 (2022)                        | 107                | modifier les données · modifier les données |
| Auberville-la-Manuel                | 76032      | 76450             | Dieppe         | Saint-Valery-en-Caux                                              | CC de la Côte d'Albâtre                      | 3,02             | 138 (2022)                        | 46                 | modifier les données · modifier les données |
| Auberville-la-Renault               | 76033      | 76110             | Le Havre       | Saint-Romain-de-Colbosc                                           | CC Campagne de Caux                          | 4,96             | 451 (2022)                        | 91                 | modifier les données · modifier les données |
| Aumale                              | 76035      | 76390             | Dieppe         | Gournay-en-Bray                                                   | CC interrégionale Aumale - Blangy-sur-Bresle | 9,06             | 1 985 (2022)                      | 219                | modifier les données · modifier les données |
| Auppegard                           | 76036      | 76730             | Dieppe         | Luneray                                                           | CC Terroir de Caux                           | 7,33             | 688 (2022)                        | 94                 | modifier les données · modifier les données |
| Authieux-Ratiéville                 | 76038      | 76690             | Rouen          | Bois-Guillaume                                                    | CC Inter-Caux-Vexin                          | 5,16             | 405 (2022)                        | 78                 | modifier les données · modifier les données |
| Les Authieux-sur-le-Port-Saint-Ouen | 76039      | 76520             | Rouen          | Darnétal                                                          | Métropole Rouen Normandie                    | 4,53             | 1 210 (2022)                      | 267                | modifier les données · modifier les données |
| Autigny                             | 76040      | 76740             | Dieppe         | Saint-Valery-en-Caux                                              | CC de la Côte d'Albâtre                      | 4,10             | 320 (2022)                        | 78                 | modifier les données · modifier les données |
| Auvilliers                          | 76042      | 76270             | Dieppe         | Neufchâtel-en-Bray                                                | CC Communauté Bray-Eawy                      | 4,89             | 103 (2022)                        | 21                 | modifier les données · modifier les données |
| Auzebosc                            | 76043      | 76190             | Rouen          | Yvetot                                                            | CC Yvetot Normandie                          | 4,76             | 1 120 (2022)                      | 235                | modifier les données · modifier les données |
| Auzouville-l'Esneval                | 76045      | 76760             | Rouen          | Yvetot                                                            | CC Plateau de Caux                           | 5,66             | 360 (2022)                        | 64                 | modifier les données · modifier les données |
| Auzouville-sur-Ry                   | 76046      | 76116             | Rouen          | Le Mesnil-Esnard                                                  | CC Inter-Caux-Vexin                          | 7,98             | 681 (2022)                        | 85                 | modifier les données · modifier les données |
| Auzouville-sur-Saâne                | 76047      | 76730             | Dieppe         | Luneray                                                           | CC Terroir de Caux                           | 3,21             | 146 (2022)                        | 45                 | modifier les données · modifier les données |
| Avesnes-en-Bray                     | 76048      | 76220             | Dieppe         | Gournay-en-Bray                                                   | CC des Quatre Rivières                       | 11,90            | 284 (2022)                        | 24                 | modifier les données · modifier les données |
| Avesnes-en-Val                      | 76049      | 76630             | Dieppe         | Neufchâtel-en-Bray                                                | CC Falaises du Talou                         | 16,51            | 264 (2022)                        | 16                 | modifier les données · modifier les données |
| Avremesnil                          | 76050      | 76730             | Dieppe         | Luneray                                                           | CC Terroir de Caux                           | 5,42             | 1 000 (2022)                      | 185                | modifier les données · modifier les données |
| Bacqueville-en-Caux                 | 76051      | 76730             | Dieppe         | Luneray                                                           | CC Terroir de Caux                           | 12,19            | 1 897 (2022)                      | 156                | modifier les données · modifier les données |
| Bailleul-Neuville                   | 76052      | 76660             | Dieppe         | Neufchâtel-en-Bray                                                | CC de Londinières                            | 13,14            | 221 (2022)                        | 17                 | modifier les données · modifier les données |
| Baillolet                           | 76053      | 76660             | Dieppe         | Neufchâtel-en-Bray                                                | CC de Londinières                            | 8,74             | 116 (2022)                        | 13                 | modifier les données · modifier les données |
| Bailly-en-Rivière                   | 76054      | 76630             | Dieppe         | Dieppe-2                                                          | CC Falaises du Talou                         | 20,06            | 514 (2022)                        | 26                 | modifier les données · modifier les données |
| Baons-le-Comte                      | 76055      | 76190             | Rouen          | Yvetot                                                            | CC Yvetot Normandie                          | 5,38             | 336 (2022)                        | 62                 | modifier les données · modifier les données |
| Bardouville                         | 76056      | 76480             | Rouen          | Barentin                                                          | Métropole Rouen Normandie                    | 8,61             | 602 (2022)                        | 70                 | modifier les données · modifier les données |
| Barentin                            | 76057      | 76360             | Rouen          | Barentin                                                          | CC Caux-Austreberthe                         | 12,74            | 12 227 (2022)                     | 960                | modifier les données · modifier les données |
| Baromesnil                          | 76058      | 76260             | Dieppe         | Eu                                                                | CC des Villes Sœurs                          | 7,98             | 212 (2022)                        | 27                 | modifier les données · modifier les données |
| Bazinval                            | 76059      | 76340             | Dieppe         | Eu                                                                | CC interrégionale Aumale - Blangy-sur-Bresle | 7,18             | 410 (2022)                        | 57                 | modifier les données · modifier les données |
| Beaubec-la-Rosière                  | 76060      | 76440             | Dieppe         | Gournay-en-Bray                                                   | CC des Quatre Rivières                       | 12,97            | 462 (2022)                        | 36                 | modifier les données · modifier les données |
| Beaumont-le-Hareng                  | 76062      | 76850             | Rouen          | Neufchâtel-en-Bray                                                | CC Inter-Caux-Vexin                          | 5,74             | 259 (2022)                        | 45                 | modifier les données · modifier les données |
| Beaurepaire                         | 76064      | 76280             | Le Havre       | Octeville-sur-Mer                                                 | CU Le Havre Seine Métropole                  | 2,83             | 492 (2022)                        | 174                | modifier les données · modifier les données |
| Beaussault                          | 76065      | 76870             | Dieppe         | Gournay-en-Bray                                                   | CC des Quatre Rivières                       | 18,30            | 411 (2022)                        | 22                 | modifier les données · modifier les données |
| Beautot                             | 76066      | 76890             | Dieppe         | Luneray                                                           | CC Terroir de Caux                           | 3,50             | 155 (2022)                        | 44                 | modifier les données · modifier les données |
| Beauval-en-Caux                     | 76063      | 76890             | Dieppe         | Luneray                                                           | CC Terroir de Caux                           | 15,53            | 464 (2022)                        | 30                 | modifier les données · modifier les données |
| Beauvoir-en-Lyons                   | 76067      | 76220             | Dieppe         | Gournay-en-Bray                                                   | CC des Quatre Rivières                       | 33,29            | 630 (2022)                        | 19                 | modifier les données · modifier les données |
| Bec-de-Mortagne                     | 76068      | 76110             | Le Havre       | Saint-Romain-de-Colbosc                                           | CC Campagne de Caux                          | 11,94            | 676 (2022)                        | 57                 | modifier les données · modifier les données |
| Belbeuf                             | 76069      | 76240             | Rouen          | Darnétal                                                          | Métropole Rouen Normandie                    | 6,51             | 2 257 (2022)                      | 347                | modifier les données · modifier les données |
| Bellencombre                        | 76070      | 76680             | Dieppe         | Neufchâtel-en-Bray                                                | CC Communauté Bray-Eawy                      | 12,91            | 577 (2022)                        | 45                 | modifier les données · modifier les données |
| Bellengreville                      | 76071      | 76630             | Dieppe         | Dieppe-2                                                          | CC Falaises du Talou                         | 7,67             | 471 (2022)                        | 61                 | modifier les données · modifier les données |
| Belleville-en-Caux                  | 76072      | 76890             | Dieppe         | Luneray                                                           | CC Terroir de Caux                           | 4,38             | 746 (2022)                        | 170                | modifier les données · modifier les données |
| La Bellière                         | 76074      | 76440             | Dieppe         | Gournay-en-Bray                                                   | CC des Quatre Rivières                       | 4,54             | 50 (2022)                         | 11                 | modifier les données · modifier les données |
| Belmesnil                           | 76075      | 76590             | Dieppe         | Luneray                                                           | CC Terroir de Caux                           | 3,03             | 446 (2022)                        | 147                | modifier les données · modifier les données |
| Bénarville                          | 76076      | 76110             | Le Havre       | Saint-Romain-de-Colbosc                                           | CC Campagne de Caux                          | 4,36             | 262 (2022)                        | 60                 | modifier les données · modifier les données |
| Bénesville                          | 76077      | 76560             | Rouen          | Yvetot                                                            | CC Plateau de Caux                           | 5,51             | 162 (2022)                        | 29                 | modifier les données · modifier les données |
| Bénouville                          | 76079      | 76790             | Le Havre       | Octeville-sur-Mer                                                 | CU Le Havre Seine Métropole                  | 2,86             | 168 (2022)                        | 59                 | modifier les données · modifier les données |
| Bernières                           | 76082      | 76210             | Le Havre       | Bolbec                                                            | CA Caux Seine Agglo                          | 6,63             | 638 (2022)                        | 96                 | modifier les données · modifier les données |
| Bertheauville                       | 76083      | 76450             | Dieppe         | Saint-Valery-en-Caux                                              | CC de la Côte d'Albâtre                      | 2,43             | 101 (2022)                        | 42                 | modifier les données · modifier les données |
| Bertreville                         | 76084      | 76450             | Dieppe         | Saint-Valery-en-Caux                                              | CC de la Côte d'Albâtre                      | 3,22             | 121 (2022)                        | 38                 | modifier les données · modifier les données |
| Bertreville-Saint-Ouen              | 76085      | 76590             | Dieppe         | Luneray                                                           | CC Terroir de Caux                           | 6,67             | 339 (2022)                        | 51                 | modifier les données · modifier les données |
| Bertrimont                          | 76086      | 76890             | Dieppe         | Luneray                                                           | CC Terroir de Caux                           | 4,74             | 218 (2022)                        | 46                 | modifier les données · modifier les données |
| Berville-en-Caux                    | 76087      | 76560             | Rouen          | Yvetot                                                            | CC Plateau de Caux                           | 6,72             | 709 (2022)                        | 106                | modifier les données · modifier les données |
| Berville-sur-Seine                  | 76088      | 76480             | Rouen          | Barentin                                                          | Métropole Rouen Normandie                    | 7,01             | 542 (2022)                        | 77                 | modifier les données · modifier les données |
| Beuzeville-la-Grenier               | 76090      | 76210             | Le Havre       | Bolbec                                                            | CA Caux Seine Agglo                          | 6,19             | 1 216 (2022)                      | 196                | modifier les données · modifier les données |
| Beuzeville-la-Guérard               | 76091      | 76450             | Dieppe         | Saint-Valery-en-Caux                                              | CC de la Côte d'Albâtre                      | 6,42             | 236 (2022)                        | 37                 | modifier les données · modifier les données |
| Beuzevillette                       | 76092      | 76210             | Le Havre       | Bolbec                                                            | CA Caux Seine Agglo                          | 5,63             | 612 (2022)                        | 109                | modifier les données · modifier les données |
| Bézancourt                          | 76093      | 76220             | Dieppe         | Gournay-en-Bray                                                   | CC des Quatre Rivières                       | 17,59            | 362 (2022)                        | 21                 | modifier les données · modifier les données |
| Bierville                           | 76094      | 76750             | Rouen          | Le Mesnil-Esnard                                                  | CC Inter-Caux-Vexin                          | 2,22             | 320 (2022)                        | 144                | modifier les données · modifier les données |
| Bihorel                             | 76095      | 76420             | Rouen          | Bois-Guillaume                                                    | Métropole Rouen Normandie                    | 2,51             | 8 299 (2022)                      | 3 306              | modifier les données · modifier les données |
| Biville-la-Baignarde                | 76096      | 76890             | Dieppe         | Luneray                                                           | CC Terroir de Caux                           | 7,08             | 658 (2022)                        | 93                 | modifier les données · modifier les données |
| Biville-la-Rivière                  | 76097      | 76730             | Dieppe         | Luneray                                                           | CC Terroir de Caux                           | 2,22             | 104 (2022)                        | 47                 | modifier les données · modifier les données |
| Blacqueville                        | 76099      | 76190             | Rouen          | Barentin                                                          | CC Caux-Austreberthe                         | 10,02            | 683 (2022)                        | 68                 | modifier les données · modifier les données |
| Blainville-Crevon                   | 76100      | 76116             | Rouen          | Le Mesnil-Esnard                                                  | CC Inter-Caux-Vexin                          | 14,80            | 1 227 (2022)                      | 83                 | modifier les données · modifier les données |
| Blangy-sur-Bresle                   | 76101      | 76340             | Dieppe         | Eu                                                                | CC interrégionale Aumale - Blangy-sur-Bresle | 17,45            | 2 844 (2022)                      | 163                | modifier les données · modifier les données |
| Blosseville                         | 76104      | 76460             | Dieppe         | Saint-Valery-en-Caux                                              | CC de la Côte d'Albâtre                      | 6,96             | 257 (2022)                        | 37                 | modifier les données · modifier les données |
| Le Bocasse                          | 76105      | 76690             | Rouen          | Bois-Guillaume                                                    | CC Inter-Caux-Vexin                          | 8,62             | 655 (2022)                        | 76                 | modifier les données · modifier les données |
| Bois-d'Ennebourg                    | 76106      | 76160             | Rouen          | Le Mesnil-Esnard                                                  | CC Inter-Caux-Vexin                          | 7,04             | 576 (2022)                        | 82                 | modifier les données · modifier les données |
| Bois-Guilbert                       | 76107      | 76750             | Rouen          | Le Mesnil-Esnard                                                  | CC Inter-Caux-Vexin                          | 8,13             | 290 (2022)                        | 36                 | modifier les données · modifier les données |
| Bois-Guillaume                      | 76108      | 76230             | Rouen          | Bois-Guillaume                                                    | Métropole Rouen Normandie                    | 8,85             | 14 497 (2022)                     | 1 638              | modifier les données · modifier les données |
| Bois-Héroult                        | 76109      | 76750             | Rouen          | Le Mesnil-Esnard                                                  | CC Inter-Caux-Vexin                          | 6,59             | 168 (2022)                        | 25                 | modifier les données · modifier les données |
| Bois-Himont                         | 76110      | 76190             | Rouen          | Yvetot                                                            | CC Yvetot Normandie                          | 5,84             | 447 (2022)                        | 77                 | modifier les données · modifier les données |
| Bois-l'Évêque                       | 76111      | 76160             | Rouen          | Le Mesnil-Esnard                                                  | CC Inter-Caux-Vexin                          | 7,21             | 616 (2022)                        | 85                 | modifier les données · modifier les données |
| Le Bois-Robert                      | 76112      | 76590             | Dieppe         | Luneray                                                           | CC Terroir de Caux                           | 4,95             | 385 (2022)                        | 78                 | modifier les données · modifier les données |
| Boissay                             | 76113      | 76750             | Rouen          | Le Mesnil-Esnard                                                  | CC Inter-Caux-Vexin                          | 6,63             | 426 (2022)                        | 64                 | modifier les données · modifier les données |
| Bolbec                              | 76114      | 76210             | Le Havre       | Bolbec                                                            | CA Caux Seine Agglo                          | 12,24            | 11 618 (2022)                     | 949                | modifier les données · modifier les données |
| Bolleville                          | 76115      | 76210             | Le Havre       | Port-Jérôme-sur-Seine                                             | CA Caux Seine Agglo                          | 9,73             | 590 (2022)                        | 61                 | modifier les données · modifier les données |
| Bonsecours                          | 76103      | 76240             | Rouen          | Darnétal                                                          | Métropole Rouen Normandie                    | 3,76             | 6 444 (2022)                      | 1 714              | modifier les données · modifier les données |
| Boos                                | 76116      | 76520             | Rouen          | Le Mesnil-Esnard                                                  | Métropole Rouen Normandie                    | 14,03            | 3 975 (2022)                      | 283                | modifier les données · modifier les données |
| Bordeaux-Saint-Clair                | 76117      | 76790             | Le Havre       | Octeville-sur-Mer                                                 | CU Le Havre Seine Métropole                  | 10,31            | 650 (2022)                        | 63                 | modifier les données · modifier les données |
| Bornambusc                          | 76118      | 76110             | Le Havre       | Saint-Romain-de-Colbosc                                           | CC Campagne de Caux                          | 4,11             | 243 (2022)                        | 59                 | modifier les données · modifier les données |
| Bosc-Bérenger                       | 76119      | 76680             | Dieppe         | Neufchâtel-en-Bray                                                | CC Communauté Bray-Eawy                      | 3,38             | 198 (2022)                        | 59                 | modifier les données · modifier les données |
| Bosc-Bordel                         | 76120      | 76750             | Rouen          | Le Mesnil-Esnard                                                  | CC Inter-Caux-Vexin                          | 11,95            | 453 (2022)                        | 38                 | modifier les données · modifier les données |
| Bosc-Édeline                        | 76121      | 76750             | Rouen          | Le Mesnil-Esnard                                                  | CC Inter-Caux-Vexin                          | 6,19             | 371 (2022)                        | 60                 | modifier les données · modifier les données |
| Bosc-Guérard-Saint-Adrien           | 76123      | 76710             | Rouen          | Bois-Guillaume                                                    | CC Inter-Caux-Vexin                          | 10,41            | 1 085 (2022)                      | 104                | modifier les données · modifier les données |
| Bosc-Hyons                          | 76124      | 76220             | Dieppe         | Gournay-en-Bray                                                   | CC des Quatre Rivières                       | 5,63             | 420 (2022)                        | 75                 | modifier les données · modifier les données |
| Bosc-le-Hard                        | 76125      | 76850             | Rouen          | Neufchâtel-en-Bray                                                | CC Inter-Caux-Vexin                          | 10,37            | 1 589 (2022)                      | 153                | modifier les données · modifier les données |
| Bosc-Mesnil                         | 76126      | 76680             | Dieppe         | Neufchâtel-en-Bray                                                | CC Communauté Bray-Eawy                      | 9,37             | 329 (2022)                        | 35                 | modifier les données · modifier les données |
| Bosville                            | 76128      | 76450             | Dieppe         | Saint-Valery-en-Caux                                              | CC de la Côte d'Albâtre                      | 8,69             | 585 (2022)                        | 67                 | modifier les données · modifier les données |
| Boudeville                          | 76129      | 76560             | Rouen          | Yvetot                                                            | CC Plateau de Caux                           | 4,66             | 220 (2022)                        | 47                 | modifier les données · modifier les données |
| Bouelles                            | 76130      | 76270             | Dieppe         | Neufchâtel-en-Bray                                                | CC Communauté Bray-Eawy                      | 7,99             | 264 (2022)                        | 33                 | modifier les données · modifier les données |
| La Bouille                          | 76131      | 76530             | Rouen          | Elbeuf                                                            | Métropole Rouen Normandie                    | 1,27             | 710 (2022)                        | 559                | modifier les données · modifier les données |
| Bourdainville                       | 76132      | 76760             | Rouen          | Yvetot                                                            | CC Plateau de Caux                           | 5,34             | 476 (2022)                        | 89                 | modifier les données · modifier les données |
| Le Bourg-Dun                        | 76133      | 76740             | Dieppe         | Saint-Valery-en-Caux                                              | CC de la Côte d'Albâtre                      | 14,74            | 426 (2022)                        | 29                 | modifier les données · modifier les données |
| Bourville                           | 76134      | 76740             | Dieppe         | Saint-Valery-en-Caux                                              | CC de la Côte d'Albâtre                      | 6,61             | 278 (2022)                        | 42                 | modifier les données · modifier les données |
| Bouville                            | 76135      | 76360             | Rouen          | Barentin                                                          | CC Caux-Austreberthe                         | 12,48            | 1 029 (2022)                      | 82                 | modifier les données · modifier les données |
| Brachy                              | 76136      | 76730             | Dieppe         | Luneray                                                           | CC Terroir de Caux                           | 11,15            | 676 (2022)                        | 61                 | modifier les données · modifier les données |
| Bracquetuit                         | 76138      | 76850             | Dieppe         | Neufchâtel-en-Bray                                                | CC Terroir de Caux                           | 8,47             | 333 (2022)                        | 39                 | modifier les données · modifier les données |
| Bradiancourt                        | 76139      | 76680             | Dieppe         | Neufchâtel-en-Bray                                                | CC Communauté Bray-Eawy                      | 4,11             | 222 (2022)                        | 54                 | modifier les données · modifier les données |
| Brametot                            | 76140      | 76740             | Dieppe         | Saint-Valery-en-Caux                                              | CC de la Côte d'Albâtre                      | 3,21             | 198 (2022)                        | 62                 | modifier les données · modifier les données |
| Bréauté                             | 76141      | 76110             | Le Havre       | Saint-Romain-de-Colbosc                                           | CC Campagne de Caux                          | 13,91            | 1 363 (2022)                      | 98                 | modifier les données · modifier les données |
| Brémontier-Merval                   | 76142      | 76220             | Dieppe         | Gournay-en-Bray                                                   | CC des Quatre Rivières                       | 17,17            | 430 (2022)                        | 25                 | modifier les données · modifier les données |
| Bretteville-du-Grand-Caux           | 76143      | 76110             | Le Havre       | Saint-Romain-de-Colbosc                                           | CC Campagne de Caux                          | 11,41            | 1 373 (2022)                      | 120                | modifier les données · modifier les données |
| Bretteville-Saint-Laurent           | 76144      | 76560             | Rouen          | Yvetot                                                            | CC Plateau de Caux                           | 3,97             | 164 (2022)                        | 41                 | modifier les données · modifier les données |
| Buchy                               | 76146      | 76750             | Rouen          | Le Mesnil-Esnard                                                  | CC Inter-Caux-Vexin                          | 26,30            | 2 789 (2022)                      | 106                | modifier les données · modifier les données |
| Bully                               | 76147      | 76270             | Dieppe         | Neufchâtel-en-Bray                                                | CC Communauté Bray-Eawy                      | 19,64            | 868 (2022)                        | 44                 | modifier les données · modifier les données |
| Bures-en-Bray                       | 76148      | 76660             | Dieppe         | Neufchâtel-en-Bray                                                | CC de Londinières                            | 10,99            | 315 (2022)                        | 29                 | modifier les données · modifier les données |
| Butot                               | 76149      | 76890             | Rouen          | Yvetot                                                            | CC Plateau de Caux                           | 5,51             | 281 (2022)                        | 51                 | modifier les données · modifier les données |
| Butot-Vénesville                    | 76732      | 76450             | Dieppe         | Saint-Valery-en-Caux                                              | CC de la Côte d'Albâtre                      | 3,51             | 237 (2022)                        | 68                 | modifier les données · modifier les données |
| Cailleville                         | 76151      | 76460             | Dieppe         | Saint-Valery-en-Caux                                              | CC de la Côte d'Albâtre                      | 5,03             | 247 (2022)                        | 49                 | modifier les données · modifier les données |
| Cailly                              | 76152      | 76690             | Rouen          | Le Mesnil-Esnard                                                  | CC Inter-Caux-Vexin                          | 5,44             | 736 (2022)                        | 135                | modifier les données · modifier les données |
| Callengeville                       | 76122      | 76270             | Dieppe         | Neufchâtel-en-Bray                                                | CC Communauté Bray-Eawy                      | 17,13            | 501 (2022)                        | 29                 | modifier les données · modifier les données |
| Calleville-les-Deux-Églises         | 76153      | 76890             | Dieppe         | Luneray                                                           | CC Terroir de Caux                           | 5,71             | 329 (2022)                        | 58                 | modifier les données · modifier les données |
| Campneuseville                      | 76154      | 76340             | Dieppe         | Eu                                                                | CC interrégionale Aumale - Blangy-sur-Bresle | 12,30            | 443 (2022)                        | 36                 | modifier les données · modifier les données |
| Canehan                             | 76155      | 76260             | Dieppe         | Eu                                                                | CC Falaises du Talou                         | 6,18             | 380 (2022)                        | 61                 | modifier les données · modifier les données |
| Canouville                          | 76156      | 76450             | Dieppe         | Saint-Valery-en-Caux                                              | CC de la Côte d'Albâtre                      | 4,49             | 344 (2022)                        | 77                 | modifier les données · modifier les données |
| Canteleu                            | 76157      | 76380             | Rouen          | Canteleu                                                          | Métropole Rouen Normandie                    | 17,61            | 14 420 (2022)                     | 819                | modifier les données · modifier les données |
| Canville-les-Deux-Églises           | 76158      | 76560             | Rouen          | Yvetot                                                            | CC Plateau de Caux                           | 5,77             | 307 (2022)                        | 53                 | modifier les données · modifier les données |
| Cany-Barville                       | 76159      | 76450             | Dieppe         | Saint-Valery-en-Caux                                              | CC de la Côte d'Albâtre                      | 13,57            | 2 898 (2022)                      | 214                | modifier les données · modifier les données |
| Carville-la-Folletière              | 76160      | 76190             | Rouen          | Notre-Dame-de-Bondeville                                          | CC Yvetot Normandie                          | 4,36             | 419 (2022)                        | 96                 | modifier les données · modifier les données |
| Carville-Pot-de-Fer                 | 76161      | 76560             | Rouen          | Yvetot                                                            | CC Plateau de Caux                           | 5,34             | 103 (2022)                        | 19                 | modifier les données · modifier les données |
| Le Catelier                         | 76162      | 76590             | Dieppe         | Luneray                                                           | CC Terroir de Caux                           | 3,84             | 268 (2022)                        | 70                 | modifier les données · modifier les données |
| Catenay                             | 76163      | 76116             | Rouen          | Le Mesnil-Esnard                                                  | CC Inter-Caux-Vexin                          | 5,88             | 697 (2022)                        | 119                | modifier les données · modifier les données |
| Caudebec-lès-Elbeuf                 | 76165      | 76320             | Rouen          | Caudebec-lès-Elbeuf                                               | Métropole Rouen Normandie                    | 3,68             | 10 414 (2022)                     | 2 830              | modifier les données · modifier les données |
| Le Caule-Sainte-Beuve               | 76166      | 76390             | Dieppe         | Gournay-en-Bray                                                   | CC interrégionale Aumale - Blangy-sur-Bresle | 16,71            | 479 (2022)                        | 29                 | modifier les données · modifier les données |
| Cauville-sur-Mer                    | 76167      | 76930             | Le Havre       | Octeville-sur-Mer                                                 | CU Le Havre Seine Métropole                  | 11,19            | 1 679 (2022)                      | 150                | modifier les données · modifier les données |
| Les Cent-Acres                      | 76168      | 76590             | Dieppe         | Luneray                                                           | CC Terroir de Caux                           | 5,08             | 66 (2022)                         | 13                 | modifier les données · modifier les données |
| La Cerlangue                        | 76169      | 76430             | Le Havre       | Saint-Romain-de-Colbosc                                           | CU Le Havre Seine Métropole                  | 27,93            | 1 297 (2022)                      | 46                 | modifier les données · modifier les données |
| La Chapelle-du-Bourgay              | 76170      | 76590             | Dieppe         | Luneray                                                           | CC Terroir de Caux                           | 2,99             | 109 (2022)                        | 36                 | modifier les données · modifier les données |
| La Chapelle-Saint-Ouen              | 76171      | 76780             | Dieppe         | Gournay-en-Bray                                                   | CC des Quatre Rivières                       | 7,85             | 143 (2022)                        | 18                 | modifier les données · modifier les données |
| La Chapelle-sur-Dun                 | 76172      | 76740             | Dieppe         | Saint-Valery-en-Caux                                              | CC de la Côte d'Albâtre                      | 4,42             | 162 (2022)                        | 37                 | modifier les données · modifier les données |
| La Chaussée                         | 76173      | 76590             | Dieppe         | Luneray                                                           | CC Terroir de Caux                           | 8,08             | 553 (2022)                        | 68                 | modifier les données · modifier les données |
| Cideville                           | 76174      | 76570             | Rouen          | Yvetot                                                            | CC Plateau de Caux                           | 5,37             | 423 (2022)                        | 79                 | modifier les données · modifier les données |
| Clais                               | 76175      | 76660             | Dieppe         | Neufchâtel-en-Bray                                                | CC de Londinières                            | 12,45            | 263 (2022)                        | 21                 | modifier les données · modifier les données |
| Clasville                           | 76176      | 76450             | Dieppe         | Saint-Valery-en-Caux                                              | CC de la Côte d'Albâtre                      | 3,16             | 348 (2022)                        | 110                | modifier les données · modifier les données |
| Claville-Motteville                 | 76177      | 76690             | Rouen          | Bois-Guillaume                                                    | CC Inter-Caux-Vexin                          | 9,26             | 259 (2022)                        | 28                 | modifier les données · modifier les données |
| Cléon                               | 76178      | 76410             | Rouen          | Caudebec-lès-Elbeuf                                               | Métropole Rouen Normandie                    | 6,47             | 4 863 (2022)                      | 752                | modifier les données · modifier les données |
| Clères                              | 76179      | 76690             | Rouen          | Bois-Guillaume                                                    | CC Inter-Caux-Vexin                          | 11,36            | 1 380 (2022)                      | 121                | modifier les données · modifier les données |
| Cleuville                           | 76180      | 76450             | Dieppe         | Saint-Valery-en-Caux                                              | CC de la Côte d'Albâtre                      | 4,10             | 188 (2022)                        | 46                 | modifier les données · modifier les données |
| Cléville                            | 76181      | 76640             | Le Havre       | Saint-Valery-en-Caux                                              | CA Caux Seine Agglo                          | 5,47             | 139 (2022)                        | 25                 | modifier les données · modifier les données |
| Cliponville                         | 76182      | 76640             | Le Havre       | Saint-Valery-en-Caux                                              | CA Caux Seine Agglo                          | 7,28             | 247 (2022)                        | 34                 | modifier les données · modifier les données |
| Colleville                          | 76183      | 76400             | Le Havre       | Fécamp                                                            | CA Fécamp Caux Littoral Agglomération        | 7,39             | 766 (2022)                        | 104                | modifier les données · modifier les données |
| Colmesnil-Manneville                | 76184      | 76550             | Dieppe         | Dieppe-1                                                          | CA de la Région Dieppoise                    | 1,91             | 107 (2022)                        | 56                 | modifier les données · modifier les données |
| Compainville                        | 76185      | 76440             | Dieppe         | Gournay-en-Bray                                                   | CC des Quatre Rivières                       | 6,36             | 166 (2022)                        | 26                 | modifier les données · modifier les données |
| Conteville                          | 76186      | 76390             | Dieppe         | Gournay-en-Bray                                                   | CC interrégionale Aumale - Blangy-sur-Bresle | 13,71            | 504 (2022)                        | 37                 | modifier les données · modifier les données |
| Contremoulins                       | 76187      | 76400             | Le Havre       | Fécamp                                                            | CA Fécamp Caux Littoral Agglomération        | 4,38             | 167 (2022)                        | 38                 | modifier les données · modifier les données |
| Cottévrard                          | 76188      | 76850             | Rouen          | Neufchâtel-en-Bray                                                | CC Inter-Caux-Vexin                          | 7,88             | 474 (2022)                        | 60                 | modifier les données · modifier les données |
| Crasville-la-Mallet                 | 76189      | 76450             | Dieppe         | Saint-Valery-en-Caux                                              | CC de la Côte d'Albâtre                      | 3,21             | 189 (2022)                        | 59                 | modifier les données · modifier les données |
| Crasville-la-Rocquefort             | 76190      | 76740             | Dieppe         | Saint-Valery-en-Caux                                              | CC de la Côte d'Albâtre                      | 5,21             | 207 (2022)                        | 40                 | modifier les données · modifier les données |
| Criel-sur-Mer                       | 76192      | 76910             | Dieppe         | Eu                                                                | CC des Villes Sœurs                          | 21,12            | 2 592 (2022)                      | 123                | modifier les données · modifier les données |
| La Crique                           | 76193      | 76850             | Dieppe         | Neufchâtel-en-Bray                                                | CC Communauté Bray-Eawy                      | 10,18            | 367 (2022)                        | 36                 | modifier les données · modifier les données |
| Criquebeuf-en-Caux                  | 76194      | 76111             | Le Havre       | Fécamp                                                            | CA Fécamp Caux Littoral Agglomération        | 2,08             | 404 (2022)                        | 194                | modifier les données · modifier les données |
| Criquetot-l'Esneval                 | 76196      | 76280             | Le Havre       | Octeville-sur-Mer                                                 | CU Le Havre Seine Métropole                  | 13,47            | 2 578 (2022)                      | 191                | modifier les données · modifier les données |
| Criquetot-le-Mauconduit             | 76195      | 76540             | Le Havre       | Fécamp                                                            | CC de la Côte d'Albâtre                      | 4,12             | 195 (2022)                        | 47                 | modifier les données · modifier les données |
| Criquetot-sur-Longueville           | 76197      | 76590             | Dieppe         | Luneray                                                           | CC Terroir de Caux                           | 7,22             | 219 (2022)                        | 30                 | modifier les données · modifier les données |
| Criquetot-sur-Ouville               | 76198      | 76760             | Rouen          | Yvetot                                                            | CC Plateau de Caux                           | 5,83             | 803 (2022)                        | 138                | modifier les données · modifier les données |
| Criquiers                           | 76199      | 76390             | Dieppe         | Gournay-en-Bray                                                   | CC interrégionale Aumale - Blangy-sur-Bresle | 23,55            | 714 (2022)                        | 30                 | modifier les données · modifier les données |
| Critot                              | 76200      | 76680             | Dieppe         | Neufchâtel-en-Bray                                                | CC Communauté Bray-Eawy                      | 7,05             | 528 (2022)                        | 75                 | modifier les données · modifier les données |
| Croisy-sur-Andelle                  | 76201      | 76780             | Dieppe         | Gournay-en-Bray                                                   | CC des Quatre Rivières                       | 3,83             | 517 (2022)                        | 135                | modifier les données · modifier les données |
| Croix-Mare                          | 76203      | 76190             | Rouen          | Notre-Dame-de-Bondeville                                          | CC Yvetot Normandie                          | 8,64             | 713 (2022)                        | 83                 | modifier les données · modifier les données |
| Croixdalle                          | 76202      | 76660             | Dieppe         | Neufchâtel-en-Bray                                                | CC de Londinières                            | 11,00            | 337 (2022)                        | 31                 | modifier les données · modifier les données |
| Cropus                              | 76204      | 76720             | Dieppe         | Neufchâtel-en-Bray                                                | CC Terroir de Caux                           | 4,78             | 251 (2022)                        | 53                 | modifier les données · modifier les données |
| Crosville-sur-Scie                  | 76205      | 76590             | Dieppe         | Luneray                                                           | CC Terroir de Caux                           | 3,51             | 233 (2022)                        | 66                 | modifier les données · modifier les données |
| Cuverville                          | 76206      | 76280             | Le Havre       | Octeville-sur-Mer                                                 | CU Le Havre Seine Métropole                  | 4,58             | 341 (2022)                        | 74                 | modifier les données · modifier les données |
| Cuverville-sur-Yères                | 76207      | 76260             | Dieppe         | Eu                                                                | CC Falaises du Talou                         | 11,06            | 193 (2022)                        | 17                 | modifier les données · modifier les données |
| Cuy-Saint-Fiacre                    | 76208      | 76220             | Dieppe         | Gournay-en-Bray                                                   | CC des Quatre Rivières                       | 9,63             | 631 (2022)                        | 66                 | modifier les données · modifier les données |
| Dampierre-en-Bray                   | 76209      | 76220             | Dieppe         | Gournay-en-Bray                                                   | CC des Quatre Rivières                       | 12,82            | 448 (2022)                        | 35                 | modifier les données · modifier les données |
| Dampierre-Saint-Nicolas             | 76210      | 76510             | Dieppe         | Dieppe-2                                                          | CC Falaises du Talou                         | 3,94             | 447 (2022)                        | 113                | modifier les données · modifier les données |
| Dancourt                            | 76211      | 76340             | Dieppe         | Eu                                                                | CC interrégionale Aumale - Blangy-sur-Bresle | 18,30            | 234 (2022)                        | 13                 | modifier les données · modifier les données |
| Darnétal                            | 76212      | 76160             | Rouen          | Darnétal                                                          | Métropole Rouen Normandie                    | 4,93             | 9 652 (2022)                      | 1 958              | modifier les données · modifier les données |
| Daubeuf-Serville                    | 76213      | 76110             | Le Havre       | Saint-Romain-de-Colbosc                                           | CC Campagne de Caux                          | 7,75             | 396 (2022)                        | 51                 | modifier les données · modifier les données |
| Dénestanville                       | 76214      | 76590             | Dieppe         | Luneray                                                           | CC Terroir de Caux                           | 2,69             | 283 (2022)                        | 105                | modifier les données · modifier les données |
| Déville-lès-Rouen                   | 76216      | 76250             | Rouen          | Mont-Saint-Aignan                                                 | Métropole Rouen Normandie                    | 3,16             | 10 690 (2022)                     | 3 383              | modifier les données · modifier les données |
| Dieppe                              | 76217      | 76200 76370       | Dieppe         | Dieppe-1 Dieppe-2                                                 | CA de la Région Dieppoise                    | 11,67            | 28 599 (2022)                     | 2 451              | modifier les données · modifier les données |
| Doudeauville                        | 76218      | 76220             | Dieppe         | Gournay-en-Bray                                                   | CC des Quatre Rivières                       | 3,94             | 110 (2022)                        | 28                 | modifier les données · modifier les données |
| Doudeville                          | 76219      | 76560             | Rouen          | Yvetot                                                            | CC Plateau de Caux                           | 14,51            | 2 440 (2022)                      | 168                | modifier les données · modifier les données |
| Douvrend                            | 76220      | 76630             | Dieppe         | Dieppe-2                                                          | CC Falaises du Talou                         | 17,96            | 511 (2022)                        | 28                 | modifier les données · modifier les données |
| Drosay                              | 76221      | 76460             | Dieppe         | Saint-Valery-en-Caux                                              | CC de la Côte d'Albâtre                      | 6,43             | 192 (2022)                        | 30                 | modifier les données · modifier les données |
| Duclair                             | 76222      | 76480             | Rouen          | Barentin                                                          | Métropole Rouen Normandie                    | 10,02            | 4 017 (2022)                      | 401                | modifier les données · modifier les données |
| Écalles-Alix                        | 76223      | 76190             | Rouen          | Notre-Dame-de-Bondeville                                          | CC Yvetot Normandie                          | 7,10             | 547 (2022)                        | 77                 | modifier les données · modifier les données |
| Écrainville                         | 76224      | 76110             | Le Havre       | Saint-Romain-de-Colbosc                                           | CC Campagne de Caux                          | 12,82            | 985 (2022)                        | 77                 | modifier les données · modifier les données |
| Écretteville-lès-Baons              | 76225      | 76190             | Rouen          | Yvetot                                                            | CC Yvetot Normandie                          | 9,39             | 352 (2022)                        | 37                 | modifier les données · modifier les données |
| Écretteville-sur-Mer                | 76226      | 76540             | Le Havre       | Fécamp                                                            | CA Fécamp Caux Littoral Agglomération        | 1,89             | 147 (2022)                        | 78                 | modifier les données · modifier les données |
| Ectot-l'Auber                       | 76227      | 76760             | Rouen          | Yvetot                                                            | CC Plateau de Caux                           | 5,00             | 706 (2022)                        | 141                | modifier les données · modifier les données |
| Ectot-lès-Baons                     | 76228      | 76970             | Rouen          | Yvetot                                                            | CC Plateau de Caux                           | 4,92             | 398 (2022)                        | 81                 | modifier les données · modifier les données |
| Elbeuf                              | 76231      | 76500             | Rouen          | Elbeuf                                                            | Métropole Rouen Normandie                    | 16,32            | 15 774 (2022)                     | 967                | modifier les données · modifier les données |
| Elbeuf-en-Bray                      | 76229      | 76220             | Dieppe         | Gournay-en-Bray                                                   | CC des Quatre Rivières                       | 10,65            | 393 (2022)                        | 37                 | modifier les données · modifier les données |
| Elbeuf-sur-Andelle                  | 76230      | 76780             | Rouen          | Le Mesnil-Esnard                                                  | CC Inter-Caux-Vexin                          | 5,87             | 446 (2022)                        | 76                 | modifier les données · modifier les données |
| Életot                              | 76232      | 76540             | Le Havre       | Fécamp                                                            | CA Fécamp Caux Littoral Agglomération        | 6,81             | 630 (2022)                        | 93                 | modifier les données · modifier les données |
| Ellecourt                           | 76233      | 76390             | Dieppe         | Gournay-en-Bray                                                   | CC interrégionale Aumale - Blangy-sur-Bresle | 4,45             | 156 (2022)                        | 35                 | modifier les données · modifier les données |
| Émanville                           | 76234      | 76570             | Rouen          | Notre-Dame-de-Bondeville                                          | CC Caux-Austreberthe                         | 6,43             | 768 (2022)                        | 119                | modifier les données · modifier les données |
| Envermeu                            | 76235      | 76630             | Dieppe         | Dieppe-2                                                          | CC Falaises du Talou                         | 14,58            | 1 973 (2022)                      | 135                | modifier les données · modifier les données |
| Envronville                         | 76236      | 76640             | Le Havre       | Saint-Valery-en-Caux                                              | CA Caux Seine Agglo                          | 6,22             | 361 (2022)                        | 58                 | modifier les données · modifier les données |
| Épinay-sur-Duclair                  | 76237      | 76480             | Rouen          | Barentin                                                          | Métropole Rouen Normandie                    | 6,61             | 516 (2022)                        | 78                 | modifier les données · modifier les données |
| Épouville                           | 76238      | 76133             | Le Havre       | Octeville-sur-Mer                                                 | CU Le Havre Seine Métropole                  | 5,59             | 2 624 (2022)                      | 469                | modifier les données · modifier les données |
| Épretot                             | 76239      | 76430             | Le Havre       | Saint-Romain-de-Colbosc                                           | CU Le Havre Seine Métropole                  | 6,84             | 783 (2022)                        | 114                | modifier les données · modifier les données |
| Épreville                           | 76240      | 76400             | Le Havre       | Fécamp                                                            | CA Fécamp Caux Littoral Agglomération        | 6,44             | 1 068 (2022)                      | 166                | modifier les données · modifier les données |
| Ermenouville                        | 76241      | 76740             | Dieppe         | Saint-Valery-en-Caux                                              | CC de la Côte d'Albâtre                      | 3,70             | 128 (2022)                        | 35                 | modifier les données · modifier les données |
| Ernemont-la-Villette                | 76242      | 76220             | Dieppe         | Gournay-en-Bray                                                   | CC des Quatre Rivières                       | 7,46             | 210 (2022)                        | 28                 | modifier les données · modifier les données |
| Ernemont-sur-Buchy                  | 76243      | 76750             | Rouen          | Le Mesnil-Esnard                                                  | CC Inter-Caux-Vexin                          | 4,04             | 293 (2022)                        | 73                 | modifier les données · modifier les données |
| Esclavelles                         | 76244      | 76270             | Dieppe         | Neufchâtel-en-Bray                                                | CC Communauté Bray-Eawy                      | 9,76             | 397 (2022)                        | 41                 | modifier les données · modifier les données |
| Eslettes                            | 76245      | 76710             | Rouen          | Notre-Dame-de-Bondeville                                          | CC Inter-Caux-Vexin                          | 5,12             | 1 630 (2022)                      | 318                | modifier les données · modifier les données |
| Esteville                           | 76247      | 76690             | Rouen          | Bois-Guillaume                                                    | CC Inter-Caux-Vexin                          | 5,29             | 538 (2022)                        | 102                | modifier les données · modifier les données |
| Étaimpuis                           | 76249      | 76850             | Dieppe         | Luneray                                                           | CC Terroir de Caux                           | 10,60            | 861 (2022)                        | 81                 | modifier les données · modifier les données |
| Étainhus                            | 76250      | 76430             | Le Havre       | Saint-Romain-de-Colbosc                                           | CU Le Havre Seine Métropole                  | 8,22             | 1 209 (2022)                      | 147                | modifier les données · modifier les données |
| Étalleville                         | 76251      | 76560             | Rouen          | Yvetot                                                            | CC Plateau de Caux                           | 3,55             | 428 (2022)                        | 121                | modifier les données · modifier les données |
| Étalondes                           | 76252      | 76260             | Dieppe         | Eu                                                                | CC des Villes Sœurs                          | 4,63             | 1 071 (2022)                      | 231                | modifier les données · modifier les données |
| Étoutteville                        | 76253      | 76190             | Rouen          | Yvetot                                                            | CC Plateau de Caux                           | 11,59            | 837 (2022)                        | 72                 | modifier les données · modifier les données |
| Étretat                             | 76254      | 76790             | Le Havre       | Octeville-sur-Mer                                                 | CU Le Havre Seine Métropole                  | 4,07             | 1 167 (2022)                      | 287                | modifier les données · modifier les données |
| Eu                                  | 76255      | 76260             | Dieppe         | Eu                                                                | CC des Villes Sœurs                          | 17,93            | 6 541 (2022)                      | 365                | modifier les données · modifier les données |
| Fallencourt                         | 76257      | 76340             | Dieppe         | Eu                                                                | CC interrégionale Aumale - Blangy-sur-Bresle | 12,08            | 180 (2022)                        | 15                 | modifier les données · modifier les données |
| Fécamp                              | 76259      | 76400             | Le Havre       | Fécamp                                                            | CA Fécamp Caux Littoral Agglomération        | 15,07            | 17 961 (2022)                     | 1 192              | modifier les données · modifier les données |
| Ferrières-en-Bray                   | 76260      | 76220             | Dieppe         | Gournay-en-Bray                                                   | CC des Quatre Rivières                       | 15,88            | 1 675 (2022)                      | 105                | modifier les données · modifier les données |
| La Ferté-Saint-Samson               | 76261      | 76440             | Dieppe         | Gournay-en-Bray                                                   | CC des Quatre Rivières                       | 19,05            | 446 (2022)                        | 23                 | modifier les données · modifier les données |
| Fesques                             | 76262      | 76270             | Dieppe         | Neufchâtel-en-Bray                                                | CC Communauté Bray-Eawy                      | 8,80             | 145 (2022)                        | 16                 | modifier les données · modifier les données |
| La Feuillie                         | 76263      | 76220             | Dieppe         | Gournay-en-Bray                                                   | CC des Quatre Rivières                       | 39,76            | 1 245 (2022)                      | 31                 | modifier les données · modifier les données |
| Flamanville                         | 76264      | 76970             | Rouen          | Yvetot                                                            | CC Plateau de Caux                           | 4,48             | 466 (2022)                        | 104                | modifier les données · modifier les données |
| Flamets-Frétils                     | 76265      | 76270             | Dieppe         | Neufchâtel-en-Bray                                                | CC Communauté Bray-Eawy                      | 12,39            | 160 (2022)                        | 13                 | modifier les données · modifier les données |
| Flocques                            | 76266      | 76260             | Dieppe         | Eu                                                                | CC des Villes Sœurs                          | 4,93             | 720 (2022)                        | 146                | modifier les données · modifier les données |
| Fongueusemare                       | 76268      | 76280             | Le Havre       | Octeville-sur-Mer                                                 | CU Le Havre Seine Métropole                  | 11,85            | 176 (2022)                        | 15                 | modifier les données · modifier les données |
| Fontaine-en-Bray                    | 76269      | 76440             | Dieppe         | Neufchâtel-en-Bray                                                | CC Communauté Bray-Eawy                      | 6,03             | 167 (2022)                        | 28                 | modifier les données · modifier les données |
| Fontaine-la-Mallet                  | 76270      | 76290             | Le Havre       | Octeville-sur-Mer                                                 | CU Le Havre Seine Métropole                  | 6,68             | 2 713 (2022)                      | 406                | modifier les données · modifier les données |
| Fontaine-le-Bourg                   | 76271      | 76690             | Rouen          | Bois-Guillaume                                                    | CC Inter-Caux-Vexin                          | 12,20            | 1 883 (2022)                      | 154                | modifier les données · modifier les données |
| Fontaine-le-Dun                     | 76272      | 76740             | Dieppe         | Saint-Valery-en-Caux                                              | CC de la Côte d'Albâtre                      | 5,35             | 876 (2022)                        | 164                | modifier les données · modifier les données |
| Fontaine-sous-Préaux                | 76273      | 76160             | Rouen          | Darnétal                                                          | Métropole Rouen Normandie                    | 3,52             | 562 (2022)                        | 160                | modifier les données · modifier les données |
| La Fontelaye                        | 76274      | 76890             | Dieppe         | Luneray                                                           | CC Terroir de Caux                           | 3,99             | 24 (2022)                         | 6,0                | modifier les données · modifier les données |
| Fontenay                            | 76275      | 76290             | Le Havre       | Octeville-sur-Mer                                                 | CU Le Havre Seine Métropole                  | 5,61             | 1 783 (2022)                      | 318                | modifier les données · modifier les données |
| Forges-les-Eaux                     | 76276      | 76440             | Dieppe         | Gournay-en-Bray                                                   | CC des Quatre Rivières                       | 15,33            | 3 653 (2022)                      | 238                | modifier les données · modifier les données |
| Foucarmont                          | 76278      | 76340             | Dieppe         | Eu                                                                | CC interrégionale Aumale - Blangy-sur-Bresle | 7,28             | 804 (2022)                        | 110                | modifier les données · modifier les données |
| Foucart                             | 76279      | 76640             | Le Havre       | Saint-Valery-en-Caux                                              | CA Caux Seine Agglo                          | 4,28             | 339 (2022)                        | 79                 | modifier les données · modifier les données |
| Franqueville-Saint-Pierre           | 76475      | 76520             | Rouen          | Le Mesnil-Esnard                                                  | Métropole Rouen Normandie                    | 8,56             | 6 081 (2022)                      | 710                | modifier les données · modifier les données |
| Fréauville                          | 76280      | 76660             | Dieppe         | Neufchâtel-en-Bray                                                | CC de Londinières                            | 5,41             | 144 (2022)                        | 27                 | modifier les données · modifier les données |
| La Frénaye                          | 76281      | 76170             | Le Havre       | Port-Jérôme-sur-Seine                                             | CA Caux Seine Agglo                          | 10,02            | 2 079 (2022)                      | 207                | modifier les données · modifier les données |
| Freneuse                            | 76282      | 76410             | Rouen          | Caudebec-lès-Elbeuf                                               | Métropole Rouen Normandie                    | 3,18             | 993 (2022)                        | 312                | modifier les données · modifier les données |
| Fresles                             | 76283      | 76270             | Dieppe         | Neufchâtel-en-Bray                                                | CC Communauté Bray-Eawy                      | 10,96            | 229 (2022)                        | 21                 | modifier les données · modifier les données |
| Fresnay-le-Long                     | 76284      | 76850             | Dieppe         | Luneray                                                           | CC Terroir de Caux                           | 5,22             | 333 (2022)                        | 64                 | modifier les données · modifier les données |
| Fresne-le-Plan                      | 76285      | 76520             | Rouen          | Le Mesnil-Esnard                                                  | CC Inter-Caux-Vexin                          | 6,88             | 547 (2022)                        | 80                 | modifier les données · modifier les données |
| Fresnoy-Folny                       | 76286      | 76660             | Dieppe         | Neufchâtel-en-Bray                                                | CC de Londinières                            | 13,12            | 689 (2022)                        | 53                 | modifier les données · modifier les données |
| Fresquiennes                        | 76287      | 76570             | Rouen          | Notre-Dame-de-Bondeville                                          | CC Inter-Caux-Vexin                          | 13,45            | 1 079 (2022)                      | 80                 | modifier les données · modifier les données |
| Freulleville                        | 76288      | 76510             | Dieppe         | Dieppe-2                                                          | CC Falaises du Talou                         | 11,13            | 378 (2022)                        | 34                 | modifier les données · modifier les données |
| Frichemesnil                        | 76290      | 76690             | Rouen          | Bois-Guillaume                                                    | CC Inter-Caux-Vexin                          | 8,10             | 392 (2022)                        | 48                 | modifier les données · modifier les données |
| Froberville                         | 76291      | 76400             | Le Havre       | Fécamp                                                            | CA Fécamp Caux Littoral Agglomération        | 5,88             | 1 157 (2022)                      | 197                | modifier les données · modifier les données |
| Fry                                 | 76292      | 76780             | Dieppe         | Gournay-en-Bray                                                   | CC des Quatre Rivières                       | 8,03             | 140 (2022)                        | 17                 | modifier les données · modifier les données |
| Fultot                              | 76293      | 76560             | Rouen          | Yvetot                                                            | CC Plateau de Caux                           | 3,72             | 246 (2022)                        | 66                 | modifier les données · modifier les données |
| La Gaillarde                        | 76294      | 76740             | Dieppe         | Saint-Valery-en-Caux                                              | CC de la Côte d'Albâtre                      | 7,78             | 377 (2022)                        | 48                 | modifier les données · modifier les données |
| Gaillefontaine                      | 76295      | 76870             | Dieppe         | Gournay-en-Bray                                                   | CC des Quatre Rivières                       | 26,23            | 1 161 (2022)                      | 44                 | modifier les données · modifier les données |
| Gainneville                         | 76296      | 76700             | Le Havre       | Le Havre-3                                                        | CU Le Havre Seine Métropole                  | 4,65             | 2 529 (2022)                      | 544                | modifier les données · modifier les données |
| Gancourt-Saint-Étienne              | 76297      | 76220             | Dieppe         | Gournay-en-Bray                                                   | CC des Quatre Rivières                       | 12,48            | 226 (2022)                        | 18                 | modifier les données · modifier les données |
| Ganzeville                          | 76298      | 76400             | Le Havre       | Fécamp                                                            | CA Fécamp Caux Littoral Agglomération        | 3,96             | 459 (2022)                        | 116                | modifier les données · modifier les données |
| Gerponville                         | 76299      | 76540             | Le Havre       | Fécamp                                                            | CA Fécamp Caux Littoral Agglomération        | 4,91             | 381 (2022)                        | 78                 | modifier les données · modifier les données |
| Gerville                            | 76300      | 76790             | Le Havre       | Fécamp                                                            | CA Fécamp Caux Littoral Agglomération        | 3,01             | 421 (2022)                        | 140                | modifier les données · modifier les données |
| Goderville                          | 76302      | 76110             | Le Havre       | Saint-Romain-de-Colbosc                                           | CC Campagne de Caux                          | 7,98             | 2 829 (2022)                      | 355                | modifier les données · modifier les données |
| Gommerville                         | 76303      | 76430             | Le Havre       | Saint-Romain-de-Colbosc                                           | CU Le Havre Seine Métropole                  | 7,39             | 740 (2022)                        | 100                | modifier les données · modifier les données |
| Gonfreville-Caillot                 | 76304      | 76110             | Le Havre       | Saint-Romain-de-Colbosc                                           | CC Campagne de Caux                          | 4,22             | 397 (2022)                        | 94                 | modifier les données · modifier les données |
| Gonfreville-l'Orcher                | 76305      | 76700             | Le Havre       | Le Havre-3                                                        | CU Le Havre Seine Métropole                  | 25,81            | 8 939 (2022)                      | 346                | modifier les données · modifier les données |
| Gonnetot                            | 76306      | 76730             | Dieppe         | Luneray                                                           | CC Terroir de Caux                           | 2,33             | 170 (2022)                        | 73                 | modifier les données · modifier les données |
| Gonneville-la-Mallet                | 76307      | 76280             | Le Havre       | Octeville-sur-Mer                                                 | CU Le Havre Seine Métropole                  | 7,32             | 1 351 (2022)                      | 185                | modifier les données · modifier les données |
| Gonneville-sur-Scie                 | 76308      | 76590             | Dieppe         | Luneray                                                           | CC Terroir de Caux                           | 8,73             | 548 (2022)                        | 63                 | modifier les données · modifier les données |
| Gonzeville                          | 76309      | 76560             | Rouen          | Yvetot                                                            | CC Plateau de Caux                           | 4,83             | 121 (2022)                        | 25                 | modifier les données · modifier les données |
| Goupillières                        | 76311      | 76570             | Rouen          | Notre-Dame-de-Bondeville                                          | CC Caux-Austreberthe                         | 4,13             | 434 (2022)                        | 105                | modifier les données · modifier les données |
| Gournay-en-Bray                     | 76312      | 76220             | Dieppe         | Gournay-en-Bray                                                   | CC des Quatre Rivières                       | 10,40            | 5 834 (2022)                      | 561                | modifier les données · modifier les données |
| Gouy                                | 76313      | 76520             | Rouen          | Darnétal                                                          | Métropole Rouen Normandie                    | 4,97             | 893 (2022)                        | 180                | modifier les données · modifier les données |
| Graimbouville                       | 76314      | 76430             | Le Havre       | Saint-Romain-de-Colbosc                                           | CU Le Havre Seine Métropole                  | 6,40             | 608 (2022)                        | 95                 | modifier les données · modifier les données |
| Grainville-la-Teinturière           | 76315      | 76450             | Dieppe         | Saint-Valery-en-Caux                                              | CC de la Côte d'Albâtre                      | 18,41            | 1 060 (2022)                      | 58                 | modifier les données · modifier les données |
| Grainville-sur-Ry                   | 76316      | 76116             | Rouen          | Le Mesnil-Esnard                                                  | CC Inter-Caux-Vexin                          | 5,38             | 437 (2022)                        | 81                 | modifier les données · modifier les données |
| Grainville-Ymauville                | 76317      | 76110             | Le Havre       | Saint-Romain-de-Colbosc                                           | CC Campagne de Caux                          | 6,29             | 423 (2022)                        | 67                 | modifier les données · modifier les données |
| Grand-Camp                          | 76318      | 76170             | Le Havre       | Port-Jérôme-sur-Seine                                             | CA Caux Seine Agglo                          | 4,91             | 763 (2022)                        | 155                | modifier les données · modifier les données |
| Grand-Couronne                      | 76319      | 76530             | Rouen          | Elbeuf                                                            | Métropole Rouen Normandie                    | 16,91            | 9 722 (2022)                      | 575                | modifier les données · modifier les données |
| Le Grand-Quevilly                   | 76322      | 76120             | Rouen          | Le Grand-Quevilly                                                 | Métropole Rouen Normandie                    | 11,11            | 25 954 (2022)                     | 2 336              | modifier les données · modifier les données |
| Grandcourt                          | 76320      | 76660             | Dieppe         | Neufchâtel-en-Bray                                                | CC de Londinières                            | 22,44            | 295 (2022)                        | 13                 | modifier les données · modifier les données |
| Les Grandes-Ventes                  | 76321      | 76950             | Dieppe         | Neufchâtel-en-Bray                                                | CC Communauté Bray-Eawy                      | 24,76            | 1 733 (2022)                      | 70                 | modifier les données · modifier les données |
| Graval                              | 76323      | 76270             | Dieppe         | Neufchâtel-en-Bray                                                | CC Communauté Bray-Eawy                      | 3,95             | 156 (2022)                        | 39                 | modifier les données · modifier les données |
| Grèges                              | 76324      | 76370             | Dieppe         | Dieppe-2                                                          | CA de la Région Dieppoise                    | 3,13             | 840 (2022)                        | 268                | modifier les données · modifier les données |
| Grémonville                         | 76325      | 76970             | Rouen          | Yvetot                                                            | CC Plateau de Caux                           | 8,27             | 447 (2022)                        | 54                 | modifier les données · modifier les données |
| Greuville                           | 76327      | 76810             | Dieppe         | Luneray                                                           | CC Terroir de Caux                           | 2,96             | 374 (2022)                        | 126                | modifier les données · modifier les données |
| Grigneuseville                      | 76328      | 76850             | Rouen          | Neufchâtel-en-Bray                                                | CC Inter-Caux-Vexin                          | 7,59             | 373 (2022)                        | 49                 | modifier les données · modifier les données |
| Gruchet-le-Valasse                  | 76329      | 76210             | Le Havre       | Bolbec                                                            | CA Caux Seine Agglo                          | 14,20            | 3 026 (2022)                      | 213                | modifier les données · modifier les données |
| Gruchet-Saint-Siméon                | 76330      | 76810             | Dieppe         | Luneray                                                           | CC Terroir de Caux                           | 2,63             | 687 (2022)                        | 261                | modifier les données · modifier les données |
| Grugny                              | 76331      | 76690             | Rouen          | Bois-Guillaume                                                    | CC Inter-Caux-Vexin                          | 3,18             | 1 009 (2022)                      | 317                | modifier les données · modifier les données |
| Grumesnil                           | 76332      | 76440             | Dieppe         | Gournay-en-Bray                                                   | CC des Quatre Rivières                       | 11,16            | 480 (2022)                        | 43                 | modifier les données · modifier les données |
| Guerville                           | 76333      | 76340             | Dieppe         | Eu                                                                | CC interrégionale Aumale - Blangy-sur-Bresle | 12,46            | 470 (2022)                        | 38                 | modifier les données · modifier les données |
| Gueures                             | 76334      | 76730             | Dieppe         | Luneray                                                           | CC Terroir de Caux                           | 6,07             | 524 (2022)                        | 86                 | modifier les données · modifier les données |
| Gueutteville                        | 76335      | 76890             | Dieppe         | Luneray                                                           | CC Terroir de Caux                           | 2,99             | 80 (2022)                         | 27                 | modifier les données · modifier les données |
| Gueutteville-les-Grès               | 76336      | 76460             | Dieppe         | Saint-Valery-en-Caux                                              | CC de la Côte d'Albâtre                      | 4,39             | 364 (2022)                        | 83                 | modifier les données · modifier les données |
| La Hallotière                       | 76338      | 76780             | Dieppe         | Gournay-en-Bray                                                   | CC des Quatre Rivières                       | 3,75             | 204 (2022)                        | 54                 | modifier les données · modifier les données |
| Le Hanouard                         | 76339      | 76450             | Dieppe         | Saint-Valery-en-Caux                                              | CC de la Côte d'Albâtre                      | 4,32             | 267 (2022)                        | 62                 | modifier les données · modifier les données |
| Harcanville                         | 76340      | 76560             | Rouen          | Yvetot                                                            | CC Plateau de Caux                           | 7,48             | 525 (2022)                        | 70                 | modifier les données · modifier les données |
| Harfleur                            | 76341      | 76700             | Le Havre       | Le Havre-2                                                        | CU Le Havre Seine Métropole                  | 4,21             | 8 296 (2022)                      | 1 971              | modifier les données · modifier les données |
| Hattenville                         | 76342      | 76640             | Le Havre       | Saint-Valery-en-Caux                                              | CA Caux Seine Agglo                          | 9,32             | 707 (2022)                        | 76                 | modifier les données · modifier les données |
| Haucourt                            | 76343      | 76440             | Dieppe         | Gournay-en-Bray                                                   | CC des Quatre Rivières                       | 10,18            | 192 (2022)                        | 19                 | modifier les données · modifier les données |
| Haudricourt                         | 76344      | 76390             | Dieppe         | Gournay-en-Bray                                                   | CC interrégionale Aumale - Blangy-sur-Bresle | 29,98            | 456 (2022)                        | 15                 | modifier les données · modifier les données |
| Haussez                             | 76345      | 76440             | Dieppe         | Gournay-en-Bray                                                   | CC des Quatre Rivières                       | 13,15            | 277 (2022)                        | 21                 | modifier les données · modifier les données |
| Hautot-l'Auvray                     | 76346      | 76450             | Dieppe         | Saint-Valery-en-Caux                                              | CC de la Côte d'Albâtre                      | 7,33             | 308 (2022)                        | 42                 | modifier les données · modifier les données |
| Hautot-le-Vatois                    | 76347      | 76190             | Rouen          | Yvetot                                                            | CC Yvetot Normandie                          | 6,07             | 334 (2022)                        | 55                 | modifier les données · modifier les données |
| Hautot-Saint-Sulpice                | 76348      | 76190             | Rouen          | Yvetot                                                            | CC Yvetot Normandie                          | 8,53             | 691 (2022)                        | 81                 | modifier les données · modifier les données |
| Hautot-sur-Mer                      | 76349      | 76550             | Dieppe         | Dieppe-1                                                          | CA de la Région Dieppoise                    | 9,46             | 1 879 (2022)                      | 199                | modifier les données · modifier les données |
| Hautot-sur-Seine                    | 76350      | 76113             | Rouen          | Canteleu                                                          | Métropole Rouen Normandie                    | 2,16             | 395 (2022)                        | 183                | modifier les données · modifier les données |
| Les Hauts-de-Caux                   | 76041      | 76190             | Rouen          | Yvetot                                                            | CC Yvetot Normandie                          | 11,76            | 1 342 (2022)                      | 114                | modifier les données · modifier les données |
| Le Havre                            | 76351      | 76600 76610 76620 | Le Havre       | Le Havre-1 Le Havre-2 Le Havre-3 Le Havre-4 Le Havre-5 Le Havre-6 | CU Le Havre Seine Métropole                  | 46,95            | 166 462 (2022)                    | 3 546              | modifier les données · modifier les données |
| La Haye                             | 76352      | 76780             | Dieppe         | Gournay-en-Bray                                                   | CC des Quatre Rivières                       | 6,74             | 368 (2022)                        | 55                 | modifier les données · modifier les données |
| Héberville                          | 76353      | 76740             | Dieppe         | Saint-Valery-en-Caux                                              | CC de la Côte d'Albâtre                      | 3,99             | 101 (2022)                        | 25                 | modifier les données · modifier les données |
| Hénouville                          | 76354      | 76840             | Rouen          | Barentin                                                          | Métropole Rouen Normandie                    | 10,69            | 1 393 (2022)                      | 130                | modifier les données · modifier les données |
| Héricourt-en-Caux                   | 76355      | 76560             | Rouen          | Yvetot                                                            | CC Plateau de Caux                           | 10,81            | 950 (2022)                        | 88                 | modifier les données · modifier les données |
| Hermanville                         | 76356      | 76730             | Dieppe         | Luneray                                                           | CC Terroir de Caux                           | 4,72             | 116 (2022)                        | 25                 | modifier les données · modifier les données |
| Hermeville                          | 76357      | 76280             | Le Havre       | Octeville-sur-Mer                                                 | CU Le Havre Seine Métropole                  | 3,81             | 348 (2022)                        | 91                 | modifier les données · modifier les données |
| Héronchelles                        | 76359      | 76750             | Rouen          | Le Mesnil-Esnard                                                  | CC Inter-Caux-Vexin                          | 6,71             | 145 (2022)                        | 22                 | modifier les données · modifier les données |
| Heugleville-sur-Scie                | 76360      | 76720             | Dieppe         | Luneray                                                           | CC Terroir de Caux                           | 13,09            | 654 (2022)                        | 50                 | modifier les données · modifier les données |
| Heuqueville                         | 76361      | 76280             | Le Havre       | Octeville-sur-Mer                                                 | CU Le Havre Seine Métropole                  | 5,05             | 715 (2022)                        | 142                | modifier les données · modifier les données |
| Heurteauville                       | 76362      | 76940             | Rouen          | Port-Jérôme-sur-Seine                                             | CA Caux Seine Agglo                          | 7,26             | 287 (2022)                        | 40                 | modifier les données · modifier les données |
| Hodeng-au-Bosc                      | 76363      | 76340             | Dieppe         | Eu                                                                | CC interrégionale Aumale - Blangy-sur-Bresle | 8,77             | 565 (2022)                        | 64                 | modifier les données · modifier les données |
| Hodeng-Hodenger                     | 76364      | 76780             | Dieppe         | Gournay-en-Bray                                                   | CC des Quatre Rivières                       | 11,54            | 281 (2022)                        | 24                 | modifier les données · modifier les données |
| Houdetot                            | 76365      | 76740             | Dieppe         | Saint-Valery-en-Caux                                              | CC de la Côte d'Albâtre                      | 5,77             | 194 (2022)                        | 34                 | modifier les données · modifier les données |
| Le Houlme                           | 76366      | 76770             | Rouen          | Notre-Dame-de-Bondeville                                          | Métropole Rouen Normandie                    | 2,97             | 4 127 (2022)                      | 1 390              | modifier les données · modifier les données |
| Houppeville                         | 76367      | 76770             | Rouen          | Notre-Dame-de-Bondeville                                          | Métropole Rouen Normandie                    | 20,80            | 2 849 (2022)                      | 137                | modifier les données · modifier les données |
| Houquetot                           | 76368      | 76110             | Le Havre       | Saint-Romain-de-Colbosc                                           | CC Campagne de Caux                          | 4,09             | 341 (2022)                        | 83                 | modifier les données · modifier les données |
| La Houssaye-Béranger                | 76369      | 76690             | Rouen          | Bois-Guillaume                                                    | CC Inter-Caux-Vexin                          | 8,06             | 539 (2022)                        | 67                 | modifier les données · modifier les données |
| Hugleville-en-Caux                  | 76370      | 76570             | Rouen          | Yvetot                                                            | CC Plateau de Caux                           | 9,45             | 420 (2022)                        | 44                 | modifier les données · modifier les données |
| Les Ifs                             | 76371      | 76630             | Dieppe         | Dieppe-2                                                          | CC Falaises du Talou                         | 4,03             | 72 (2022)                         | 18                 | modifier les données · modifier les données |
| Illois                              | 76372      | 76390             | Dieppe         | Gournay-en-Bray                                                   | CC interrégionale Aumale - Blangy-sur-Bresle | 14,54            | 391 (2022)                        | 27                 | modifier les données · modifier les données |
| Imbleville                          | 76373      | 76890             | Dieppe         | Luneray                                                           | CC Terroir de Caux                           | 5,28             | 315 (2022)                        | 60                 | modifier les données · modifier les données |
| Incheville                          | 76374      | 76117             | Dieppe         | Eu                                                                | CC des Villes Sœurs                          | 7,89             | 1 138 (2022)                      | 144                | modifier les données · modifier les données |
| Ingouville                          | 76375      | 76460             | Dieppe         | Saint-Valery-en-Caux                                              | CC de la Côte d'Albâtre                      | 7,91             | 277 (2022)                        | 35                 | modifier les données · modifier les données |
| Isneauville                         | 76377      | 76230             | Rouen          | Bois-Guillaume                                                    | Métropole Rouen Normandie                    | 8,20             | 3 713 (2022)                      | 453                | modifier les données · modifier les données |
| Jumièges                            | 76378      | 76480             | Rouen          | Barentin                                                          | Métropole Rouen Normandie                    | 18,75            | 1 743 (2022)                      | 93                 | modifier les données · modifier les données |
| Lamberville                         | 76379      | 76730             | Dieppe         | Luneray                                                           | CC Terroir de Caux                           | 7,33             | 188 (2022)                        | 26                 | modifier les données · modifier les données |
| Lammerville                         | 76380      | 76730             | Dieppe         | Luneray                                                           | CC Terroir de Caux                           | 8,76             | 307 (2022)                        | 35                 | modifier les données · modifier les données |
| Landes-Vieilles-et-Neuves           | 76381      | 76390             | Dieppe         | Gournay-en-Bray                                                   | CC interrégionale Aumale - Blangy-sur-Bresle | 7,09             | 125 (2022)                        | 18                 | modifier les données · modifier les données |
| Lanquetot                           | 76382      | 76210             | Le Havre       | Bolbec                                                            | CA Caux Seine Agglo                          | 5,09             | 1 147 (2022)                      | 225                | modifier les données · modifier les données |
| Lestanville                         | 76383      | 76730             | Dieppe         | Luneray                                                           | CC Terroir de Caux                           | 1,63             | 93 (2022)                         | 57                 | modifier les données · modifier les données |
| Lillebonne                          | 76384      | 76170             | Le Havre       | Bolbec                                                            | CA Caux Seine Agglo                          | 14,66            | 8 708 (2022)                      | 594                | modifier les données · modifier les données |
| Limésy                              | 76385      | 76570             | Rouen          | Notre-Dame-de-Bondeville                                          | CC Caux-Austreberthe                         | 15,01            | 1 521 (2022)                      | 101                | modifier les données · modifier les données |
| Limpiville                          | 76386      | 76540             | Le Havre       | Fécamp                                                            | CA Fécamp Caux Littoral Agglomération        | 4,24             | 399 (2022)                        | 94                 | modifier les données · modifier les données |
| Lindebeuf                           | 76387      | 76760             | Rouen          | Yvetot                                                            | CC Plateau de Caux                           | 4,62             | 383 (2022)                        | 83                 | modifier les données · modifier les données |
| Lintot                              | 76388      | 76210             | Le Havre       | Port-Jérôme-sur-Seine                                             | CA Caux Seine Agglo                          | 8,00             | 479 (2022)                        | 60                 | modifier les données · modifier les données |
| Lintot-les-Bois                     | 76389      | 76590             | Dieppe         | Luneray                                                           | CC Terroir de Caux                           | 2,81             | 197 (2022)                        | 70                 | modifier les données · modifier les données |
| Les Loges                           | 76390      | 76790             | Le Havre       | Fécamp                                                            | CA Fécamp Caux Littoral Agglomération        | 14,86            | 1 115 (2022)                      | 75                 | modifier les données · modifier les données |
| La Londe                            | 76391      | 76500             | Rouen          | Elbeuf                                                            | Métropole Rouen Normandie                    | 30,98            | 2 367 (2022)                      | 76                 | modifier les données · modifier les données |
| Londinières                         | 76392      | 76660             | Dieppe         | Neufchâtel-en-Bray                                                | CC de Londinières                            | 18,79            | 1 233 (2022)                      | 66                 | modifier les données · modifier les données |
| Longmesnil                          | 76393      | 76440             | Dieppe         | Gournay-en-Bray                                                   | CC des Quatre Rivières                       | 3,86             | 46 (2022)                         | 12                 | modifier les données · modifier les données |
| Longroy                             | 76394      | 76260             | Dieppe         | Eu                                                                | CC des Villes Sœurs                          | 5,32             | 629 (2022)                        | 118                | modifier les données · modifier les données |
| Longueil                            | 76395      | 76860             | Dieppe         | Dieppe-1                                                          | CC Terroir de Caux                           | 11,73            | 508 (2022)                        | 43                 | modifier les données · modifier les données |
| Longuerue                           | 76396      | 76750             | Rouen          | Le Mesnil-Esnard                                                  | CC Inter-Caux-Vexin                          | 5,36             | 342 (2022)                        | 64                 | modifier les données · modifier les données |
| Longueville-sur-Scie                | 76397      | 76590             | Dieppe         | Luneray                                                           | CC Terroir de Caux                           | 3,96             | 908 (2022)                        | 229                | modifier les données · modifier les données |
| Louvetot                            | 76398      | 76490             | Rouen          | Port-Jérôme-sur-Seine                                             | CA Caux Seine Agglo                          | 7,37             | 775 (2022)                        | 105                | modifier les données · modifier les données |
| Lucy                                | 76399      | 76270             | Dieppe         | Neufchâtel-en-Bray                                                | CC Communauté Bray-Eawy                      | 9,59             | 181 (2022)                        | 19                 | modifier les données · modifier les données |
| Luneray                             | 76400      | 76810             | Dieppe         | Luneray                                                           | CC Terroir de Caux                           | 5,08             | 2 166 (2022)                      | 426                | modifier les données · modifier les données |
| Malaunay                            | 76402      | 76770             | Rouen          | Notre-Dame-de-Bondeville                                          | Métropole Rouen Normandie                    | 9,25             | 6 125 (2022)                      | 662                | modifier les données · modifier les données |
| Malleville-les-Grès                 | 76403      | 76450             | Dieppe         | Saint-Valery-en-Caux                                              | CC de la Côte d'Albâtre                      | 3,06             | 205 (2022)                        | 67                 | modifier les données · modifier les données |
| Manéglise                           | 76404      | 76133             | Le Havre       | Octeville-sur-Mer                                                 | CU Le Havre Seine Métropole                  | 8,35             | 1 267 (2022)                      | 152                | modifier les données · modifier les données |
| Manéhouville                        | 76405      | 76590             | Dieppe         | Luneray                                                           | CC Terroir de Caux                           | 4,28             | 216 (2022)                        | 50                 | modifier les données · modifier les données |
| Maniquerville                       | 76406      | 76400             | Le Havre       | Fécamp                                                            | CA Fécamp Caux Littoral Agglomération        | 2,55             | 420 (2022)                        | 165                | modifier les données · modifier les données |
| Manneville-ès-Plains                | 76407      | 76460             | Dieppe         | Saint-Valery-en-Caux                                              | CC de la Côte d'Albâtre                      | 6,36             | 313 (2022)                        | 49                 | modifier les données · modifier les données |
| Manneville-la-Goupil                | 76408      | 76110             | Le Havre       | Saint-Romain-de-Colbosc                                           | CC Campagne de Caux                          | 8,75             | 1 045 (2022)                      | 119                | modifier les données · modifier les données |
| Mannevillette                       | 76409      | 76290             | Le Havre       | Octeville-sur-Mer                                                 | CU Le Havre Seine Métropole                  | 4,21             | 926 (2022)                        | 220                | modifier les données · modifier les données |
| Maromme                             | 76410      | 76150             | Rouen          | Canteleu                                                          | Métropole Rouen Normandie                    | 4,01             | 11 005 (2022)                     | 2 744              | modifier les données · modifier les données |
| Marques                             | 76411      | 76390             | Dieppe         | Gournay-en-Bray                                                   | CC interrégionale Aumale - Blangy-sur-Bresle | 13,05            | 236 (2022)                        | 18                 | modifier les données · modifier les données |
| Martainville-Épreville              | 76412      | 76116             | Rouen          | Le Mesnil-Esnard                                                  | CC Inter-Caux-Vexin                          | 7,61             | 730 (2022)                        | 96                 | modifier les données · modifier les données |
| Martigny                            | 76413      | 76880             | Dieppe         | Dieppe-1                                                          | CA de la Région Dieppoise                    | 5,06             | 409 (2022)                        | 81                 | modifier les données · modifier les données |
| Martin-Église                       | 76414      | 76370             | Dieppe         | Dieppe-2                                                          | CA de la Région Dieppoise                    | 9,58             | 1 595 (2022)                      | 166                | modifier les données · modifier les données |
| Massy                               | 76415      | 76270             | Dieppe         | Neufchâtel-en-Bray                                                | CC Communauté Bray-Eawy                      | 11,24            | 318 (2022)                        | 28                 | modifier les données · modifier les données |
| Mathonville                         | 76416      | 76680             | Dieppe         | Neufchâtel-en-Bray                                                | CC Communauté Bray-Eawy                      | 4,09             | 339 (2022)                        | 83                 | modifier les données · modifier les données |
| Maucomble                           | 76417      | 76680             | Dieppe         | Neufchâtel-en-Bray                                                | CC Communauté Bray-Eawy                      | 5,07             | 389 (2022)                        | 77                 | modifier les données · modifier les données |
| Maulévrier-Sainte-Gertrude          | 76418      | 76490             | Rouen          | Port-Jérôme-sur-Seine                                             | CA Caux Seine Agglo                          | 14,16            | 1 052 (2022)                      | 74                 | modifier les données · modifier les données |
| Mauny                               | 76419      | 76530             | Rouen          | Barentin                                                          | CC Roumois Seine                             | 10,19            | 151 (2022)                        | 15                 | modifier les données · modifier les données |
| Mauquenchy                          | 76420      | 76440             | Dieppe         | Gournay-en-Bray                                                   | CC des Quatre Rivières                       | 12,64            | 364 (2022)                        | 29                 | modifier les données · modifier les données |
| Mélamare                            | 76421      | 76170             | Le Havre       | Bolbec                                                            | CA Caux Seine Agglo                          | 6,35             | 932 (2022)                        | 147                | modifier les données · modifier les données |
| Melleville                          | 76422      | 76260             | Dieppe         | Eu                                                                | CC des Villes Sœurs                          | 9,09             | 261 (2022)                        | 29                 | modifier les données · modifier les données |
| Ménerval                            | 76423      | 76220             | Dieppe         | Gournay-en-Bray                                                   | CC des Quatre Rivières                       | 12,43            | 173 (2022)                        | 14                 | modifier les données · modifier les données |
| Ménonval                            | 76424      | 76270             | Dieppe         | Neufchâtel-en-Bray                                                | CC Communauté Bray-Eawy                      | 5,32             | 236 (2022)                        | 44                 | modifier les données · modifier les données |
| Mentheville                         | 76425      | 76110             | Le Havre       | Saint-Romain-de-Colbosc                                           | CC Campagne de Caux                          | 3,08             | 301 (2022)                        | 98                 | modifier les données · modifier les données |
| Mésangueville                       | 76426      | 76780             | Dieppe         | Gournay-en-Bray                                                   | CC des Quatre Rivières                       | 10,55            | 155 (2022)                        | 15                 | modifier les données · modifier les données |
| Mesnières-en-Bray                   | 76427      | 76270             | Dieppe         | Neufchâtel-en-Bray                                                | CC Communauté Bray-Eawy                      | 15,06            | 941 (2022)                        | 62                 | modifier les données · modifier les données |
| Le Mesnil-Durdent                   | 76428      | 76460             | Dieppe         | Saint-Valery-en-Caux                                              | CC de la Côte d'Albâtre                      | 1,32             | 17 (2022)                         | 13                 | modifier les données · modifier les données |
| Le Mesnil-Esnard                    | 76429      | 76240             | Rouen          | Le Mesnil-Esnard                                                  | Métropole Rouen Normandie                    | 5,07             | 7 998 (2022)                      | 1 578              | modifier les données · modifier les données |
| Mesnil-Follemprise                  | 76430      | 76660             | Dieppe         | Neufchâtel-en-Bray                                                | CC Communauté Bray-Eawy                      | 7,48             | 118 (2022)                        | 16                 | modifier les données · modifier les données |
| Le Mesnil-Lieubray                  | 76431      | 76780             | Dieppe         | Gournay-en-Bray                                                   | CC des Quatre Rivières                       | 5,94             | 94 (2022)                         | 16                 | modifier les données · modifier les données |
| Mesnil-Mauger                       | 76432      | 76440             | Dieppe         | Gournay-en-Bray                                                   | CC des Quatre Rivières                       | 8,28             | 244 (2022)                        | 29                 | modifier les données · modifier les données |
| Mesnil-Panneville                   | 76433      | 76570             | Rouen          | Notre-Dame-de-Bondeville                                          | CC Yvetot Normandie                          | 11,87            | 764 (2022)                        | 64                 | modifier les données · modifier les données |
| Mesnil-Raoul                        | 76434      | 76520             | Rouen          | Le Mesnil-Esnard                                                  | CC Inter-Caux-Vexin                          | 6,76             | 1 210 (2022)                      | 179                | modifier les données · modifier les données |
| Le Mesnil-Réaume                    | 76435      | 76260             | Dieppe         | Eu                                                                | CC des Villes Sœurs                          | 5,55             | 802 (2022)                        | 145                | modifier les données · modifier les données |
| Le Mesnil-sous-Jumièges             | 76436      | 76480             | Rouen          | Barentin                                                          | Métropole Rouen Normandie                    | 6,84             | 612 (2022)                        | 89                 | modifier les données · modifier les données |
| Meulers                             | 76437      | 76510             | Dieppe         | Dieppe-2                                                          | CC Falaises du Talou                         | 6,67             | 579 (2022)                        | 87                 | modifier les données · modifier les données |
| Millebosc                           | 76438      | 76260             | Dieppe         | Eu                                                                | CC des Villes Sœurs                          | 7,91             | 238 (2022)                        | 30                 | modifier les données · modifier les données |
| Mirville                            | 76439      | 76210             | Le Havre       | Bolbec                                                            | CA Caux Seine Agglo                          | 5,42             | 354 (2022)                        | 65                 | modifier les données · modifier les données |
| Molagnies                           | 76440      | 76220             | Dieppe         | Gournay-en-Bray                                                   | CC des Quatre Rivières                       | 4,65             | 209 (2022)                        | 45                 | modifier les données · modifier les données |
| Monchaux-Soreng                     | 76441      | 76340             | Dieppe         | Eu                                                                | CC interrégionale Aumale - Blangy-sur-Bresle | 10,05            | 613 (2022)                        | 61                 | modifier les données · modifier les données |
| Monchy-sur-Eu                       | 76442      | 76260             | Dieppe         | Eu                                                                | CC des Villes Sœurs                          | 8,99             | 554 (2022)                        | 62                 | modifier les données · modifier les données |
| Mont-Cauvaire                       | 76443      | 76690             | Rouen          | Bois-Guillaume                                                    | CC Inter-Caux-Vexin                          | 9,02             | 883 (2022)                        | 98                 | modifier les données · modifier les données |
| Mont-Saint-Aignan                   | 76451      | 76130             | Rouen          | Mont-Saint-Aignan                                                 | Métropole Rouen Normandie                    | 7,94             | 20 188 (2022)                     | 2 543              | modifier les données · modifier les données |
| Montérolier                         | 76445      | 76680             | Dieppe         | Neufchâtel-en-Bray                                                | CC Communauté Bray-Eawy                      | 11,70            | 603 (2022)                        | 52                 | modifier les données · modifier les données |
| Montigny                            | 76446      | 76380             | Rouen          | Notre-Dame-de-Bondeville                                          | CC Inter-Caux-Vexin                          | 7,83             | 1 281 (2022)                      | 164                | modifier les données · modifier les données |
| Montivilliers                       | 76447      | 76290             | Le Havre       | Le Havre-2                                                        | CU Le Havre Seine Métropole                  | 19,09            | 15 671 (2022)                     | 821                | modifier les données · modifier les données |
| Montmain                            | 76448      | 76520             | Rouen          | Le Mesnil-Esnard                                                  | Métropole Rouen Normandie                    | 6,04             | 1 499 (2022)                      | 248                | modifier les données · modifier les données |
| Montreuil-en-Caux                   | 76449      | 76850             | Dieppe         | Luneray                                                           | CC Terroir de Caux                           | 9,40             | 490 (2022)                        | 52                 | modifier les données · modifier les données |
| Montroty                            | 76450      | 76220             | Dieppe         | Gournay-en-Bray                                                   | CC des Quatre Rivières                       | 10,79            | 255 (2022)                        | 24                 | modifier les données · modifier les données |
| Montville                           | 76452      | 76710             | Rouen          | Bois-Guillaume                                                    | CC Inter-Caux-Vexin                          | 10,85            | 4 618 (2022)                      | 426                | modifier les données · modifier les données |
| Morgny-la-Pommeraye                 | 76453      | 76750             | Rouen          | Le Mesnil-Esnard                                                  | CC Inter-Caux-Vexin                          | 6,48             | 1 068 (2022)                      | 165                | modifier les données · modifier les données |
| Morienne                            | 76606      | 76390             | Dieppe         | Gournay-en-Bray                                                   | CC interrégionale Aumale - Blangy-sur-Bresle | 8,91             | 186 (2022)                        | 21                 | modifier les données · modifier les données |
| Mortemer                            | 76454      | 76270             | Dieppe         | Neufchâtel-en-Bray                                                | CC Communauté Bray-Eawy                      | 8,94             | 90 (2022)                         | 10                 | modifier les données · modifier les données |
| Morville-le-Héron                   | 76455      | 76780             | Dieppe         | Gournay-en-Bray                                                   | CC des Quatre Rivières                       | 15,89            | 543 (2022)                        | 34                 | modifier les données · modifier les données |
| Motteville                          | 76456      | 76970             | Rouen          | Yvetot                                                            | CC Plateau de Caux                           | 8,68             | 768 (2022)                        | 88                 | modifier les données · modifier les données |
| Moulineaux                          | 76457      | 76530             | Rouen          | Elbeuf                                                            | Métropole Rouen Normandie                    | 3,49             | 943 (2022)                        | 270                | modifier les données · modifier les données |
| Muchedent                           | 76458      | 76590             | Dieppe         | Luneray                                                           | CC Terroir de Caux                           | 7,05             | 126 (2022)                        | 18                 | modifier les données · modifier les données |
| Nesle-Hodeng                        | 76459      | 76270             | Dieppe         | Neufchâtel-en-Bray                                                | CC Communauté Bray-Eawy                      | 15,72            | 331 (2022)                        | 21                 | modifier les données · modifier les données |
| Nesle-Normandeuse                   | 76460      | 76340             | Dieppe         | Eu                                                                | CC interrégionale Aumale - Blangy-sur-Bresle | 9,10             | 498 (2022)                        | 55                 | modifier les données · modifier les données |
| Neuf-Marché                         | 76463      | 76220             | Dieppe         | Gournay-en-Bray                                                   | CC des Quatre Rivières                       | 17,71            | 647 (2022)                        | 37                 | modifier les données · modifier les données |
| Neufbosc                            | 76461      | 76680             | Dieppe         | Neufchâtel-en-Bray                                                | CC Communauté Bray-Eawy                      | 5,14             | 403 (2022)                        | 78                 | modifier les données · modifier les données |
| Neufchâtel-en-Bray                  | 76462      | 76270             | Dieppe         | Neufchâtel-en-Bray                                                | CC Communauté Bray-Eawy                      | 11,03            | 4 671 (2022)                      | 423                | modifier les données · modifier les données |
| La Neuville-Chant-d'Oisel           | 76464      | 76520             | Rouen          | Le Mesnil-Esnard                                                  | Métropole Rouen Normandie                    | 21,83            | 2 376 (2022)                      | 109                | modifier les données · modifier les données |
| Neuville-Ferrières                  | 76465      | 76270             | Dieppe         | Neufchâtel-en-Bray                                                | CC Communauté Bray-Eawy                      | 13,02            | 534 (2022)                        | 41                 | modifier les données · modifier les données |
| Néville                             | 76467      | 76460             | Dieppe         | Saint-Valery-en-Caux                                              | CC de la Côte d'Albâtre                      | 9,23             | 1 339 (2022)                      | 145                | modifier les données · modifier les données |
| Nointot                             | 76468      | 76210             | Le Havre       | Bolbec                                                            | CA Caux Seine Agglo                          | 6,00             | 1 369 (2022)                      | 228                | modifier les données · modifier les données |
| Nolléval                            | 76469      | 76780             | Dieppe         | Gournay-en-Bray                                                   | CC des Quatre Rivières                       | 9,93             | 417 (2022)                        | 42                 | modifier les données · modifier les données |
| Normanville                         | 76470      | 76640             | Dieppe         | Saint-Valery-en-Caux                                              | CC de la Côte d'Albâtre                      | 9,35             | 653 (2022)                        | 70                 | modifier les données · modifier les données |
| Norville                            | 76471      | 76330             | Le Havre       | Port-Jérôme-sur-Seine                                             | CA Caux Seine Agglo                          | 11,69            | 996 (2022)                        | 85                 | modifier les données · modifier les données |
| Notre-Dame-d'Aliermont              | 76472      | 76510             | Dieppe         | Dieppe-2                                                          | CC Falaises du Talou                         | 13,31            | 712 (2022)                        | 53                 | modifier les données · modifier les données |
| Notre-Dame-de-Bliquetuit            | 76473      | 76940             | Rouen          | Port-Jérôme-sur-Seine                                             | CA Caux Seine Agglo                          | 9,78             | 824 (2022)                        | 84                 | modifier les données · modifier les données |
| Notre-Dame-de-Bondeville            | 76474      | 76960             | Rouen          | Notre-Dame-de-Bondeville                                          | Métropole Rouen Normandie                    | 6,28             | 7 004 (2022)                      | 1 115              | modifier les données · modifier les données |
| Notre-Dame-du-Bec                   | 76477      | 76133             | Le Havre       | Octeville-sur-Mer                                                 | CU Le Havre Seine Métropole                  | 3,99             | 477 (2022)                        | 120                | modifier les données · modifier les données |
| Notre-Dame-du-Parc                  | 76478      | 76590             | Dieppe         | Luneray                                                           | CC Terroir de Caux                           | 3,01             | 185 (2022)                        | 61                 | modifier les données · modifier les données |
| Nullemont                           | 76479      | 76390             | Dieppe         | Gournay-en-Bray                                                   | CC interrégionale Aumale - Blangy-sur-Bresle | 5,65             | 150 (2022)                        | 27                 | modifier les données · modifier les données |
| Ocqueville                          | 76480      | 76450             | Dieppe         | Saint-Valery-en-Caux                                              | CC de la Côte d'Albâtre                      | 8,91             | 445 (2022)                        | 50                 | modifier les données · modifier les données |
| Octeville-sur-Mer                   | 76481      | 76930             | Le Havre       | Octeville-sur-Mer                                                 | CU Le Havre Seine Métropole                  | 20,37            | 6 147 (2022)                      | 302                | modifier les données · modifier les données |
| Offranville                         | 76482      | 76550             | Dieppe         | Dieppe-1                                                          | CA de la Région Dieppoise                    | 17,34            | 3 218 (2022)                      | 186                | modifier les données · modifier les données |
| Oherville                           | 76483      | 76560             | Dieppe         | Saint-Valery-en-Caux                                              | CC de la Côte d'Albâtre                      | 4,57             | 233 (2022)                        | 51                 | modifier les données · modifier les données |
| Oissel-sur-Seine                    | 76484      | 76350             | Rouen          | Saint-Étienne-du-Rouvray                                          | Métropole Rouen Normandie                    | 22,19            | 12 287 (2022)                     | 554                | modifier les données · modifier les données |
| Omonville                           | 76485      | 76730             | Dieppe         | Luneray                                                           | CC Terroir de Caux                           | 2,83             | 283 (2022)                        | 100                | modifier les données · modifier les données |
| Orival                              | 76486      | 76500             | Rouen          | Elbeuf                                                            | Métropole Rouen Normandie                    | 9,55             | 839 (2022)                        | 88                 | modifier les données · modifier les données |
| Osmoy-Saint-Valery                  | 76487      | 76660             | Dieppe         | Neufchâtel-en-Bray                                                | CC de Londinières                            | 16,21            | 313 (2022)                        | 19                 | modifier les données · modifier les données |
| Ouainville                          | 76488      | 76450             | Dieppe         | Saint-Valery-en-Caux                                              | CC de la Côte d'Albâtre                      | 7,01             | 537 (2022)                        | 77                 | modifier les données · modifier les données |
| Oudalle                             | 76489      | 76430             | Le Havre       | Saint-Romain-de-Colbosc                                           | CU Le Havre Seine Métropole                  | 9,65             | 499 (2022)                        | 52                 | modifier les données · modifier les données |
| Ourville-en-Caux                    | 76490      | 76450             | Dieppe         | Saint-Valery-en-Caux                                              | CC de la Côte d'Albâtre                      | 9,86             | 1 092 (2022)                      | 111                | modifier les données · modifier les données |
| Ouville-l'Abbaye                    | 76491      | 76760             | Rouen          | Yvetot                                                            | CC Plateau de Caux                           | 7,31             | 654 (2022)                        | 89                 | modifier les données · modifier les données |
| Ouville-la-Rivière                  | 76492      | 76860             | Dieppe         | Dieppe-1                                                          | CC Terroir de Caux                           | 6,34             | 461 (2022)                        | 73                 | modifier les données · modifier les données |
| Paluel                              | 76493      | 76450             | Dieppe         | Saint-Valery-en-Caux                                              | CC de la Côte d'Albâtre                      | 10,87            | 385 (2022)                        | 35                 | modifier les données · modifier les données |
| Parc-d'Anxtot                       | 76494      | 76210             | Le Havre       | Bolbec                                                            | CA Caux Seine Agglo                          | 5,83             | 579 (2022)                        | 99                 | modifier les données · modifier les données |
| Pavilly                             | 76495      | 76570             | Rouen          | Notre-Dame-de-Bondeville                                          | CC Caux-Austreberthe                         | 14,19            | 6 095 (2022)                      | 430                | modifier les données · modifier les données |
| Petit-Caux                          | 76618      | 76370 76630 76910 | Dieppe         | Dieppe-2                                                          | CC Falaises du Talou                         | 91,11            | 9 626 (2022)                      | 106                | modifier les données · modifier les données |
| Petit-Couronne                      | 76497      | 76650             | Rouen          | Le Grand-Quevilly                                                 | Métropole Rouen Normandie                    | 12,80            | 8 738 (2022)                      | 683                | modifier les données · modifier les données |
| Le Petit-Quevilly                   | 76498      | 76140             | Rouen          | Le Petit-Quevilly                                                 | Métropole Rouen Normandie                    | 4,35             | 21 935 (2022)                     | 5 043              | modifier les données · modifier les données |
| Petiville                           | 76499      | 76330             | Le Havre       | Port-Jérôme-sur-Seine                                             | CA Caux Seine Agglo                          | 16,74            | 1 179 (2022)                      | 70                 | modifier les données · modifier les données |
| Pierrecourt                         | 76500      | 76340             | Dieppe         | Eu                                                                | CC interrégionale Aumale - Blangy-sur-Bresle | 9,51             | 475 (2022)                        | 50                 | modifier les données · modifier les données |
| Pierrefiques                        | 76501      | 76280             | Le Havre       | Octeville-sur-Mer                                                 | CU Le Havre Seine Métropole                  | 2,31             | 130 (2022)                        | 56                 | modifier les données · modifier les données |
| Pierreval                           | 76502      | 76750             | Rouen          | Le Mesnil-Esnard                                                  | CC Inter-Caux-Vexin                          | 3,88             | 522 (2022)                        | 135                | modifier les données · modifier les données |
| Pissy-Pôville                       | 76503      | 76360             | Rouen          | Notre-Dame-de-Bondeville                                          | CC Inter-Caux-Vexin                          | 11,26            | 1 279 (2022)                      | 114                | modifier les données · modifier les données |
| Pleine-Sève                         | 76504      | 76460             | Dieppe         | Saint-Valery-en-Caux                                              | CC de la Côte d'Albâtre                      | 4,07             | 129 (2022)                        | 32                 | modifier les données · modifier les données |
| Pommereux                           | 76505      | 76440             | Dieppe         | Gournay-en-Bray                                                   | CC des Quatre Rivières                       | 5,39             | 94 (2022)                         | 17                 | modifier les données · modifier les données |
| Pommeréval                          | 76506      | 76680             | Dieppe         | Neufchâtel-en-Bray                                                | CC Communauté Bray-Eawy                      | 7,60             | 513 (2022)                        | 68                 | modifier les données · modifier les données |
| Ponts-et-Marais                     | 76507      | 76260             | Dieppe         | Eu                                                                | CC des Villes Sœurs                          | 5,90             | 801 (2022)                        | 136                | modifier les données · modifier les données |
| Port-Jérôme-sur-Seine               | 76476      | 76170 76330       | Le Havre       | Port-Jérôme-sur-Seine                                             | CA Caux Seine Agglo                          | 30,50            | 10 392 (2022)                     | 341                | modifier les données · modifier les données |
| La Poterie-Cap-d'Antifer            | 76508      | 76280             | Le Havre       | Octeville-sur-Mer                                                 | CU Le Havre Seine Métropole                  | 5,81             | 456 (2022)                        | 78                 | modifier les données · modifier les données |
| Préaux                              | 76509      | 76160             | Rouen          | Le Mesnil-Esnard                                                  | CC Inter-Caux-Vexin                          | 18,95            | 1 856 (2022)                      | 98                 | modifier les données · modifier les données |
| Prétot-Vicquemare                   | 76510      | 76560             | Rouen          | Yvetot                                                            | CC Plateau de Caux                           | 4,73             | 229 (2022)                        | 48                 | modifier les données · modifier les données |
| Preuseville                         | 76511      | 76660             | Dieppe         | Neufchâtel-en-Bray                                                | CC de Londinières                            | 9,05             | 167 (2022)                        | 18                 | modifier les données · modifier les données |
| Puisenval                           | 76512      | 76660             | Dieppe         | Neufchâtel-en-Bray                                                | CC de Londinières                            | 4,88             | 31 (2022)                         | 6,4                | modifier les données · modifier les données |
| Quevillon                           | 76513      | 76840             | Rouen          | Barentin                                                          | Métropole Rouen Normandie                    | 11,23            | 591 (2022)                        | 53                 | modifier les données · modifier les données |
| Quévreville-la-Poterie              | 76514      | 76520             | Rouen          | Darnétal                                                          | Métropole Rouen Normandie                    | 4,68             | 1 036 (2022)                      | 221                | modifier les données · modifier les données |
| Quiberville-sur-Mer                 | 76515      | 76860             | Dieppe         | Dieppe-1                                                          | CC Terroir de Caux                           | 3,35             | 544 (2022)                        | 162                | modifier les données · modifier les données |
| Quièvrecourt                        | 76516      | 76270             | Dieppe         | Neufchâtel-en-Bray                                                | CC Communauté Bray-Eawy                      | 4,02             | 401 (2022)                        | 100                | modifier les données · modifier les données |
| Quincampoix                         | 76517      | 76230             | Rouen          | Bois-Guillaume                                                    | CC Inter-Caux-Vexin                          | 20,34            | 3 118 (2022)                      | 153                | modifier les données · modifier les données |
| Raffetot                            | 76518      | 76210             | Le Havre       | Bolbec                                                            | CA Caux Seine Agglo                          | 6,85             | 502 (2022)                        | 73                 | modifier les données · modifier les données |
| Rainfreville                        | 76519      | 76730             | Dieppe         | Luneray                                                           | CC Terroir de Caux                           | 2,58             | 74 (2022)                         | 29                 | modifier les données · modifier les données |
| Réalcamp                            | 76520      | 76340             | Dieppe         | Eu                                                                | CC interrégionale Aumale - Blangy-sur-Bresle | 11,45            | 594 (2022)                        | 52                 | modifier les données · modifier les données |
| Rebets                              | 76521      | 76750             | Rouen          | Le Mesnil-Esnard                                                  | CC Inter-Caux-Vexin                          | 3,67             | 147 (2022)                        | 40                 | modifier les données · modifier les données |
| La Remuée                           | 76522      | 76430             | Le Havre       | Saint-Romain-de-Colbosc                                           | CU Le Havre Seine Métropole                  | 7,03             | 1 280 (2022)                      | 182                | modifier les données · modifier les données |
| Rétonval                            | 76523      | 76340             | Dieppe         | Eu                                                                | CC interrégionale Aumale - Blangy-sur-Bresle | 5,62             | 174 (2022)                        | 31                 | modifier les données · modifier les données |
| Reuville                            | 76524      | 76560             | Rouen          | Yvetot                                                            | CC Plateau de Caux                           | 4,37             | 149 (2022)                        | 34                 | modifier les données · modifier les données |
| Ricarville-du-Val                   | 76526      | 76510             | Dieppe         | Dieppe-2                                                          | CC Falaises du Talou                         | 5,62             | 193 (2022)                        | 34                 | modifier les données · modifier les données |
| Richemont                           | 76527      | 76390             | Dieppe         | Gournay-en-Bray                                                   | CC interrégionale Aumale - Blangy-sur-Bresle | 10,69            | 443 (2022)                        | 41                 | modifier les données · modifier les données |
| Rieux                               | 76528      | 76340             | Dieppe         | Eu                                                                | CC interrégionale Aumale - Blangy-sur-Bresle | 7,09             | 593 (2022)                        | 84                 | modifier les données · modifier les données |
| Rives-en-Seine                      | 76164      | 76490             | Rouen          | Port-Jérôme-sur-Seine                                             | CA Caux Seine Agglo                          | 34,14            | 4 044 (2022)                      | 118                | modifier les données · modifier les données |
| Riville                             | 76529      | 76540             | Le Havre       | Fécamp                                                            | CA Fécamp Caux Littoral Agglomération        | 7,44             | 314 (2022)                        | 42                 | modifier les données · modifier les données |
| Robertot                            | 76530      | 76560             | Rouen          | Yvetot                                                            | CC Plateau de Caux                           | 2,45             | 217 (2022)                        | 89                 | modifier les données · modifier les données |
| Rocquefort                          | 76531      | 76640             | Rouen          | Saint-Valery-en-Caux                                              | CC Yvetot Normandie                          | 5,36             | 322 (2022)                        | 60                 | modifier les données · modifier les données |
| Rocquemont                          | 76532      | 76680             | Dieppe         | Neufchâtel-en-Bray                                                | CC Communauté Bray-Eawy                      | 12,26            | 762 (2022)                        | 62                 | modifier les données · modifier les données |
| Rogerville                          | 76533      | 76700             | Le Havre       | Le Havre-3                                                        | CU Le Havre Seine Métropole                  | 9,50             | 1 720 (2022)                      | 181                | modifier les données · modifier les données |
| Rolleville                          | 76534      | 76133             | Le Havre       | Octeville-sur-Mer                                                 | CU Le Havre Seine Métropole                  | 7,06             | 1 217 (2022)                      | 172                | modifier les données · modifier les données |
| Roncherolles-en-Bray                | 76535      | 76440             | Dieppe         | Gournay-en-Bray                                                   | CC des Quatre Rivières                       | 14,37            | 457 (2022)                        | 32                 | modifier les données · modifier les données |
| Roncherolles-sur-le-Vivier          | 76536      | 76160             | Rouen          | Darnétal                                                          | Métropole Rouen Normandie                    | 5,35             | 1 255 (2022)                      | 235                | modifier les données · modifier les données |
| Ronchois                            | 76537      | 76390             | Dieppe         | Gournay-en-Bray                                                   | CC interrégionale Aumale - Blangy-sur-Bresle | 8,62             | 182 (2022)                        | 21                 | modifier les données · modifier les données |
| Rosay                               | 76538      | 76680             | Dieppe         | Neufchâtel-en-Bray                                                | CC Communauté Bray-Eawy                      | 10,46            | 272 (2022)                        | 26                 | modifier les données · modifier les données |
| Roumare                             | 76541      | 76480             | Rouen          | Notre-Dame-de-Bondeville                                          | CC Inter-Caux-Vexin                          | 9,96             | 1 561 (2022)                      | 157                | modifier les données · modifier les données |
| Routes                              | 76542      | 76560             | Rouen          | Yvetot                                                            | CC Plateau de Caux                           | 4,47             | 286 (2022)                        | 64                 | modifier les données · modifier les données |
| Rouville                            | 76543      | 76210             | Le Havre       | Bolbec                                                            | CA Caux Seine Agglo                          | 9,55             | 612 (2022)                        | 64                 | modifier les données · modifier les données |
| Rouvray-Catillon                    | 76544      | 76440             | Dieppe         | Gournay-en-Bray                                                   | CC des Quatre Rivières                       | 12,22            | 226 (2022)                        | 18                 | modifier les données · modifier les données |
| Rouxmesnil-Bouteilles               | 76545      | 76370             | Dieppe         | Dieppe-1                                                          | CA de la Région Dieppoise                    | 5,63             | 1 806 (2022)                      | 321                | modifier les données · modifier les données |
| Royville                            | 76546      | 76730             | Dieppe         | Luneray                                                           | CC Terroir de Caux                           | 4,44             | 315 (2022)                        | 71                 | modifier les données · modifier les données |
| La Rue-Saint-Pierre                 | 76547      | 76690             | Rouen          | Le Mesnil-Esnard                                                  | CC Inter-Caux-Vexin                          | 7,68             | 784 (2022)                        | 102                | modifier les données · modifier les données |
| Ry                                  | 76548      | 76116             | Rouen          | Le Mesnil-Esnard                                                  | CC Inter-Caux-Vexin                          | 5,71             | 786 (2022)                        | 138                | modifier les données · modifier les données |
| Saâne-Saint-Just                    | 76549      | 76730             | Dieppe         | Luneray                                                           | CC Terroir de Caux                           | 6,70             | 137 (2022)                        | 20                 | modifier les données · modifier les données |
| Sahurs                              | 76550      | 76113             | Rouen          | Canteleu                                                          | Métropole Rouen Normandie                    | 11,23            | 1 226 (2022)                      | 109                | modifier les données · modifier les données |
| Sainneville                         | 76551      | 76430             | Le Havre       | Saint-Romain-de-Colbosc                                           | CU Le Havre Seine Métropole                  | 6,97             | 866 (2022)                        | 124                | modifier les données · modifier les données |
| Saint-Aignan-sur-Ry                 | 76554      | 76116             | Rouen          | Le Mesnil-Esnard                                                  | CC Inter-Caux-Vexin                          | 8,00             | 341 (2022)                        | 43                 | modifier les données · modifier les données |
| Saint-André-sur-Cailly              | 76555      | 76690             | Rouen          | Le Mesnil-Esnard                                                  | CC Inter-Caux-Vexin                          | 12,28            | 805 (2022)                        | 66                 | modifier les données · modifier les données |
| Saint-Antoine-la-Forêt              | 76556      | 76170             | Le Havre       | Bolbec                                                            | CA Caux Seine Agglo                          | 6,44             | 1 101 (2022)                      | 171                | modifier les données · modifier les données |
| Saint-Arnoult                       | 76557      | 76490             | Rouen          | Port-Jérôme-sur-Seine                                             | CA Caux Seine Agglo                          | 13,86            | 1 459 (2022)                      | 105                | modifier les données · modifier les données |
| Saint-Aubin-Celloville              | 76558      | 76520             | Rouen          | Darnétal                                                          | Métropole Rouen Normandie                    | 6,72             | 1 182 (2022)                      | 176                | modifier les données · modifier les données |
| Saint-Aubin-de-Crétot               | 76559      | 76190             | Rouen          | Port-Jérôme-sur-Seine                                             | CA Caux Seine Agglo                          | 4,73             | 518 (2022)                        | 110                | modifier les données · modifier les données |
| Saint-Aubin-Épinay                  | 76560      | 76160             | Rouen          | Darnétal                                                          | Métropole Rouen Normandie                    | 9,83             | 1 016 (2022)                      | 103                | modifier les données · modifier les données |
| Saint-Aubin-le-Cauf                 | 76562      | 76510             | Dieppe         | Dieppe-2                                                          | CC Falaises du Talou                         | 10,11            | 832 (2022)                        | 82                 | modifier les données · modifier les données |
| Saint-Aubin-lès-Elbeuf              | 76561      | 76410             | Rouen          | Caudebec-lès-Elbeuf                                               | Métropole Rouen Normandie                    | 5,79             | 8 429 (2022)                      | 1 456              | modifier les données · modifier les données |
| Saint-Aubin-Routot                  | 76563      | 76430             | Le Havre       | Saint-Romain-de-Colbosc                                           | CU Le Havre Seine Métropole                  | 6,63             | 1 972 (2022)                      | 297                | modifier les données · modifier les données |
| Saint-Aubin-sur-Mer                 | 76564      | 76740             | Dieppe         | Saint-Valery-en-Caux                                              | CC de la Côte d'Albâtre                      | 6,21             | 175 (2022)                        | 28                 | modifier les données · modifier les données |
| Saint-Aubin-sur-Scie                | 76565      | 76550             | Dieppe         | Dieppe-1                                                          | CA de la Région Dieppoise                    | 7,74             | 1 215 (2022)                      | 157                | modifier les données · modifier les données |
| Saint-Clair-sur-les-Monts           | 76568      | 76190             | Rouen          | Yvetot                                                            | CC Yvetot Normandie                          | 4,07             | 646 (2022)                        | 159                | modifier les données · modifier les données |
| Saint-Crespin                       | 76570      | 76590             | Dieppe         | Luneray                                                           | CC Terroir de Caux                           | 6,35             | 316 (2022)                        | 50                 | modifier les données · modifier les données |
| Saint-Denis-d'Aclon                 | 76572      | 76860             | Dieppe         | Dieppe-1                                                          | CC Terroir de Caux                           | 2,42             | 128 (2022)                        | 53                 | modifier les données · modifier les données |
| Saint-Denis-le-Thiboult             | 76573      | 76116             | Rouen          | Le Mesnil-Esnard                                                  | CC Inter-Caux-Vexin                          | 10,25            | 501 (2022)                        | 49                 | modifier les données · modifier les données |
| Saint-Denis-sur-Scie                | 76574      | 76890             | Dieppe         | Luneray                                                           | CC Terroir de Caux                           | 8,63             | 663 (2022)                        | 77                 | modifier les données · modifier les données |
| Saint-Étienne-du-Rouvray            | 76575      | 76800             | Rouen          | Saint-Étienne-du-Rouvray Sotteville-lès-Rouen                     | Métropole Rouen Normandie                    | 18,25            | 28 653 (2022)                     | 1 570              | modifier les données · modifier les données |
| Saint-Eustache-la-Forêt             | 76576      | 76210             | Le Havre       | Bolbec                                                            | CA Caux Seine Agglo                          | 6,59             | 1 213 (2022)                      | 184                | modifier les données · modifier les données |
| Saint-Georges-sur-Fontaine          | 76580      | 76690             | Rouen          | Bois-Guillaume                                                    | CC Inter-Caux-Vexin                          | 9,09             | 927 (2022)                        | 102                | modifier les données · modifier les données |
| Saint-Germain-d'Étables             | 76582      | 76590             | Dieppe         | Luneray                                                           | CC Terroir de Caux                           | 7,26             | 235 (2022)                        | 32                 | modifier les données · modifier les données |
| Saint-Germain-des-Essourts          | 76581      | 76750             | Rouen          | Le Mesnil-Esnard                                                  | CC Inter-Caux-Vexin                          | 9,37             | 377 (2022)                        | 40                 | modifier les données · modifier les données |
| Saint-Germain-sous-Cailly           | 76583      | 76690             | Rouen          | Le Mesnil-Esnard                                                  | CC Inter-Caux-Vexin                          | 4,01             | 310 (2022)                        | 77                 | modifier les données · modifier les données |
| Saint-Germain-sur-Eaulne            | 76584      | 76270             | Dieppe         | Neufchâtel-en-Bray                                                | CC Communauté Bray-Eawy                      | 8,79             | 226 (2022)                        | 26                 | modifier les données · modifier les données |
| Saint-Gilles-de-Crétot              | 76585      | 76490             | Rouen          | Port-Jérôme-sur-Seine                                             | CA Caux Seine Agglo                          | 6,02             | 387 (2022)                        | 64                 | modifier les données · modifier les données |
| Saint-Gilles-de-la-Neuville         | 76586      | 76430             | Le Havre       | Saint-Romain-de-Colbosc                                           | CU Le Havre Seine Métropole                  | 7,09             | 659 (2022)                        | 93                 | modifier les données · modifier les données |
| Saint-Hellier                       | 76588      | 76680             | Dieppe         | Neufchâtel-en-Bray                                                | CC Communauté Bray-Eawy                      | 14,22            | 517 (2022)                        | 36                 | modifier les données · modifier les données |
| Saint-Honoré                        | 76589      | 76590             | Dieppe         | Luneray                                                           | CC Terroir de Caux                           | 3,02             | 199 (2022)                        | 66                 | modifier les données · modifier les données |
| Saint-Jacques-d'Aliermont           | 76590      | 76510             | Dieppe         | Dieppe-2                                                          | CC Falaises du Talou                         | 7,86             | 362 (2022)                        | 46                 | modifier les données · modifier les données |
| Saint-Jacques-sur-Darnétal          | 76591      | 76160             | Rouen          | Darnétal                                                          | Métropole Rouen Normandie                    | 16,71            | 3 134 (2022)                      | 188                | modifier les données · modifier les données |
| Saint-Jean-de-Folleville            | 76592      | 76170             | Le Havre       | Bolbec                                                            | CA Caux Seine Agglo                          | 13,73            | 798 (2022)                        | 58                 | modifier les données · modifier les données |
| Saint-Jean-de-la-Neuville           | 76593      | 76210             | Le Havre       | Bolbec                                                            | CA Caux Seine Agglo                          | 7,93             | 664 (2022)                        | 84                 | modifier les données · modifier les données |
| Saint-Jean-du-Cardonnay             | 76594      | 76150             | Rouen          | Notre-Dame-de-Bondeville                                          | CC Inter-Caux-Vexin                          | 7,52             | 1 348 (2022)                      | 179                | modifier les données · modifier les données |
| Saint-Jouin-Bruneval                | 76595      | 76280             | Le Havre       | Octeville-sur-Mer                                                 | CU Le Havre Seine Métropole                  | 18,82            | 1 822 (2022)                      | 97                 | modifier les données · modifier les données |
| Saint-Laurent-de-Brèvedent          | 76596      | 76700             | Le Havre       | Saint-Romain-de-Colbosc                                           | CU Le Havre Seine Métropole                  | 7,79             | 1 492 (2022)                      | 192                | modifier les données · modifier les données |
| Saint-Laurent-en-Caux               | 76597      | 76560             | Rouen          | Yvetot                                                            | CC Plateau de Caux                           | 6,46             | 728 (2022)                        | 113                | modifier les données · modifier les données |
| Saint-Léger-aux-Bois                | 76598      | 76340             | Dieppe         | Eu                                                                | CC interrégionale Aumale - Blangy-sur-Bresle | 11,02            | 479 (2022)                        | 43                 | modifier les données · modifier les données |
| Saint-Léger-du-Bourg-Denis          | 76599      | 76160             | Rouen          | Darnétal                                                          | Métropole Rouen Normandie                    | 2,81             | 3 665 (2022)                      | 1 304              | modifier les données · modifier les données |
| Saint-Léonard                       | 76600      | 76400             | Le Havre       | Fécamp                                                            | CA Fécamp Caux Littoral Agglomération        | 11,92            | 1 699 (2022)                      | 143                | modifier les données · modifier les données |
| Saint-Lucien                        | 76601      | 76780             | Dieppe         | Gournay-en-Bray                                                   | CC des Quatre Rivières                       | 8,71             | 233 (2022)                        | 27                 | modifier les données · modifier les données |
| Saint-Maclou-de-Folleville          | 76602      | 76890             | Dieppe         | Luneray                                                           | CC Terroir de Caux                           | 13,21            | 609 (2022)                        | 46                 | modifier les données · modifier les données |
| Saint-Maclou-la-Brière              | 76603      | 76110             | Le Havre       | Saint-Romain-de-Colbosc                                           | CC Campagne de Caux                          | 4,96             | 470 (2022)                        | 95                 | modifier les données · modifier les données |
| Saint-Mards                         | 76604      | 76730             | Dieppe         | Luneray                                                           | CC Terroir de Caux                           | 6,52             | 171 (2022)                        | 26                 | modifier les données · modifier les données |
| Saint-Martin-au-Bosc                | 76612      | 76340             | Dieppe         | Eu                                                                | CC interrégionale Aumale - Blangy-sur-Bresle | 7,20             | 274 (2022)                        | 38                 | modifier les données · modifier les données |
| Saint-Martin-aux-Arbres             | 76611      | 76760             | Rouen          | Yvetot                                                            | CC Plateau de Caux                           | 5,14             | 305 (2022)                        | 59                 | modifier les données · modifier les données |
| Saint-Martin-aux-Buneaux            | 76613      | 76450 76540       | Dieppe         | Saint-Valery-en-Caux                                              | CC de la Côte d'Albâtre                      | 8,14             | 636 (2022)                        | 78                 | modifier les données · modifier les données |
| Saint-Martin-de-Boscherville        | 76614      | 76840             | Rouen          | Barentin                                                          | Métropole Rouen Normandie                    | 12,91            | 1 528 (2022)                      | 118                | modifier les données · modifier les données |
| Saint-Martin-de-l'If                | 76289      | 76190             | Rouen          | Notre-Dame-de-Bondeville                                          | CC Yvetot Normandie                          | 22,92            | 1 734 (2022)                      | 76                 | modifier les données · modifier les données |
| Saint-Martin-du-Bec                 | 76615      | 76133             | Le Havre       | Octeville-sur-Mer                                                 | CU Le Havre Seine Métropole                  | 4,12             | 650 (2022)                        | 158                | modifier les données · modifier les données |
| Saint-Martin-du-Manoir              | 76616      | 76290             | Le Havre       | Octeville-sur-Mer                                                 | CU Le Havre Seine Métropole                  | 5,13             | 1 496 (2022)                      | 292                | modifier les données · modifier les données |
| Saint-Martin-du-Vivier              | 76617      | 76160             | Rouen          | Darnétal                                                          | Métropole Rouen Normandie                    | 5,00             | 1 678 (2022)                      | 336                | modifier les données · modifier les données |
| Saint-Martin-l'Hortier              | 76620      | 76270             | Dieppe         | Neufchâtel-en-Bray                                                | CC Communauté Bray-Eawy                      | 5,79             | 272 (2022)                        | 47                 | modifier les données · modifier les données |
| Saint-Martin-le-Gaillard            | 76619      | 76260             | Dieppe         | Eu                                                                | CC Falaises du Talou                         | 17,80            | 293 (2022)                        | 16                 | modifier les données · modifier les données |
| Saint-Martin-Osmonville             | 76621      | 76680             | Dieppe         | Neufchâtel-en-Bray                                                | CC Communauté Bray-Eawy                      | 21,34            | 1 171 (2022)                      | 55                 | modifier les données · modifier les données |
| Saint-Maurice-d'Ételan              | 76622      | 76330             | Le Havre       | Port-Jérôme-sur-Seine                                             | CA Caux Seine Agglo                          | 14,24            | 288 (2022)                        | 20                 | modifier les données · modifier les données |
| Saint-Michel-d'Halescourt           | 76623      | 76440             | Dieppe         | Gournay-en-Bray                                                   | CC des Quatre Rivières                       | 4,81             | 119 (2022)                        | 25                 | modifier les données · modifier les données |
| Saint-Nicolas-d'Aliermont           | 76624      | 76510             | Dieppe         | Dieppe-2                                                          | CC Falaises du Talou                         | 15,53            | 3 707 (2022)                      | 239                | modifier les données · modifier les données |
| Saint-Nicolas-de-la-Haie            | 76626      | 76490             | Rouen          | Port-Jérôme-sur-Seine                                             | CA Caux Seine Agglo                          | 3,15             | 408 (2022)                        | 130                | modifier les données · modifier les données |
| Saint-Nicolas-de-la-Taille          | 76627      | 76170             | Le Havre       | Bolbec                                                            | CA Caux Seine Agglo                          | 9,25             | 1 634 (2022)                      | 177                | modifier les données · modifier les données |
| Saint-Ouen-du-Breuil                | 76628      | 76890             | Dieppe         | Luneray                                                           | CC Terroir de Caux                           | 6,30             | 906 (2022)                        | 144                | modifier les données · modifier les données |
| Saint-Ouen-le-Mauger                | 76629      | 76730             | Dieppe         | Luneray                                                           | CC Terroir de Caux                           | 6,06             | 277 (2022)                        | 46                 | modifier les données · modifier les données |
| Saint-Ouen-sous-Bailly              | 76630      | 76630             | Dieppe         | Dieppe-2                                                          | CC Falaises du Talou                         | 5,32             | 225 (2022)                        | 42                 | modifier les données · modifier les données |
| Saint-Paër                          | 76631      | 76480             | Rouen          | Barentin                                                          | Métropole Rouen Normandie                    | 18,36            | 1 318 (2022)                      | 72                 | modifier les données · modifier les données |
| Saint-Pierre-Bénouville             | 76632      | 76890             | Dieppe         | Luneray                                                           | CC Terroir de Caux                           | 8,39             | 354 (2022)                        | 42                 | modifier les données · modifier les données |
| Saint-Pierre-de-Manneville          | 76634      | 76113             | Rouen          | Canteleu                                                          | Métropole Rouen Normandie                    | 10,21            | 884 (2022)                        | 87                 | modifier les données · modifier les données |
| Saint-Pierre-de-Varengeville        | 76636      | 76480             | Rouen          | Barentin                                                          | Métropole Rouen Normandie                    | 13,18            | 2 301 (2022)                      | 175                | modifier les données · modifier les données |
| Saint-Pierre-des-Jonquières         | 76635      | 76660             | Dieppe         | Neufchâtel-en-Bray                                                | CC de Londinières                            | 8,31             | 76 (2022)                         | 9,1                | modifier les données · modifier les données |
| Saint-Pierre-en-Port                | 76637      | 76540             | Le Havre       | Fécamp                                                            | CA Fécamp Caux Littoral Agglomération        | 3,89             | 833 (2022)                        | 214                | modifier les données · modifier les données |
| Saint-Pierre-en-Val                 | 76638      | 76260             | Dieppe         | Eu                                                                | CC des Villes Sœurs                          | 7,73             | 1 091 (2022)                      | 141                | modifier les données · modifier les données |
| Saint-Pierre-le-Vieux               | 76641      | 76740             | Dieppe         | Saint-Valery-en-Caux                                              | CC de la Côte d'Albâtre                      | 7,06             | 188 (2022)                        | 27                 | modifier les données · modifier les données |
| Saint-Pierre-le-Viger               | 76642      | 76740             | Dieppe         | Saint-Valery-en-Caux                                              | CC de la Côte d'Albâtre                      | 5,45             | 261 (2022)                        | 48                 | modifier les données · modifier les données |
| Saint-Pierre-lès-Elbeuf             | 76640      | 76320             | Rouen          | Caudebec-lès-Elbeuf                                               | Métropole Rouen Normandie                    | 6,36             | 8 295 (2022)                      | 1 304              | modifier les données · modifier les données |
| Saint-Rémy-Boscrocourt              | 76644      | 76260             | Dieppe         | Eu                                                                | CC des Villes Sœurs                          | 8,37             | 801 (2022)                        | 96                 | modifier les données · modifier les données |
| Saint-Riquier-en-Rivière            | 76645      | 76340             | Dieppe         | Eu                                                                | CC interrégionale Aumale - Blangy-sur-Bresle | 9,99             | 154 (2022)                        | 15                 | modifier les données · modifier les données |
| Saint-Riquier-ès-Plains             | 76646      | 76460             | Dieppe         | Saint-Valery-en-Caux                                              | CC de la Côte d'Albâtre                      | 6,22             | 628 (2022)                        | 101                | modifier les données · modifier les données |
| Saint-Romain-de-Colbosc             | 76647      | 76430             | Le Havre       | Saint-Romain-de-Colbosc                                           | CU Le Havre Seine Métropole                  | 11,74            | 4 608 (2022)                      | 393                | modifier les données · modifier les données |
| Saint-Saëns                         | 76648      | 76680             | Dieppe         | Neufchâtel-en-Bray                                                | CC Communauté Bray-Eawy                      | 25,50            | 2 307 (2022)                      | 90                 | modifier les données · modifier les données |
| Saint-Saire                         | 76649      | 76270             | Dieppe         | Neufchâtel-en-Bray                                                | CC Communauté Bray-Eawy                      | 13,32            | 579 (2022)                        | 43                 | modifier les données · modifier les données |
| Saint-Sauveur-d'Émalleville         | 76650      | 76110             | Le Havre       | Saint-Romain-de-Colbosc                                           | CC Campagne de Caux                          | 7,48             | 1 203 (2022)                      | 161                | modifier les données · modifier les données |
| Saint-Sylvain                       | 76651      | 76460             | Dieppe         | Saint-Valery-en-Caux                                              | CC de la Côte d'Albâtre                      | 3,24             | 135 (2022)                        | 42                 | modifier les données · modifier les données |
| Saint-Vaast-d'Équiqueville          | 76652      | 76510             | Dieppe         | Dieppe-2                                                          | CC Falaises du Talou                         | 14,04            | 753 (2022)                        | 54                 | modifier les données · modifier les données |
| Saint-Vaast-Dieppedalle             | 76653      | 76450             | Dieppe         | Saint-Valery-en-Caux                                              | CC de la Côte d'Albâtre                      | 12,15            | 377 (2022)                        | 31                 | modifier les données · modifier les données |
| Saint-Vaast-du-Val                  | 76654      | 76890             | Dieppe         | Luneray                                                           | CC Terroir de Caux                           | 5,79             | 463 (2022)                        | 80                 | modifier les données · modifier les données |
| Saint-Valery-en-Caux                | 76655      | 76460             | Dieppe         | Saint-Valery-en-Caux                                              | CC de la Côte d'Albâtre                      | 10,47            | 3 884 (2022)                      | 371                | modifier les données · modifier les données |
| Saint-Victor-l'Abbaye               | 76656      | 76890             | Dieppe         | Luneray                                                           | CC Terroir de Caux                           | 8,43             | 751 (2022)                        | 89                 | modifier les données · modifier les données |
| Saint-Vigor-d'Ymonville             | 76657      | 76430             | Le Havre       | Saint-Romain-de-Colbosc                                           | CU Le Havre Seine Métropole                  | 29,43            | 1 165 (2022)                      | 40                 | modifier les données · modifier les données |
| Saint-Vincent-Cramesnil             | 76658      | 76430             | Le Havre       | Saint-Romain-de-Colbosc                                           | CU Le Havre Seine Métropole                  | 4,77             | 695 (2022)                        | 146                | modifier les données · modifier les données |
| Sainte-Adresse                      | 76552      | 76310             | Le Havre       | Le Havre-6                                                        | CU Le Havre Seine Métropole                  | 2,26             | 7 015 (2022)                      | 3 104              | modifier les données · modifier les données |
| Sainte-Agathe-d'Aliermont           | 76553      | 76660             | Dieppe         | Neufchâtel-en-Bray                                                | CC de Londinières                            | 7,97             | 298 (2022)                        | 37                 | modifier les données · modifier les données |
| Sainte-Austreberthe                 | 76566      | 76570             | Rouen          | Notre-Dame-de-Bondeville                                          | CC Caux-Austreberthe                         | 6,13             | 664 (2022)                        | 108                | modifier les données · modifier les données |
| Sainte-Beuve-en-Rivière             | 76567      | 76270             | Dieppe         | Neufchâtel-en-Bray                                                | CC Communauté Bray-Eawy                      | 11,57            | 175 (2022)                        | 15                 | modifier les données · modifier les données |
| Sainte-Colombe                      | 76569      | 76460             | Dieppe         | Saint-Valery-en-Caux                                              | CC de la Côte d'Albâtre                      | 5,74             | 222 (2022)                        | 39                 | modifier les données · modifier les données |
| Sainte-Croix-sur-Buchy              | 76571      | 76750             | Rouen          | Le Mesnil-Esnard                                                  | CC Inter-Caux-Vexin                          | 13,80            | 672 (2022)                        | 49                 | modifier les données · modifier les données |
| Sainte-Foy                          | 76577      | 76590             | Dieppe         | Luneray                                                           | CC Terroir de Caux                           | 6,72             | 629 (2022)                        | 94                 | modifier les données · modifier les données |
| Sainte-Geneviève                    | 76578      | 76440             | Dieppe         | Neufchâtel-en-Bray                                                | CC Communauté Bray-Eawy                      | 14,33            | 260 (2022)                        | 18                 | modifier les données · modifier les données |
| Sainte-Hélène-Bondeville            | 76587      | 76400             | Le Havre       | Fécamp                                                            | CA Fécamp Caux Littoral Agglomération        | 6,82             | 698 (2022)                        | 102                | modifier les données · modifier les données |
| Sainte-Marguerite-sur-Duclair       | 76608      | 76480             | Rouen          | Barentin                                                          | Métropole Rouen Normandie                    | 7,26             | 2 032 (2022)                      | 280                | modifier les données · modifier les données |
| Sainte-Marguerite-sur-Mer           | 76605      | 76119             | Dieppe         | Dieppe-1                                                          | CA de la Région Dieppoise                    | 5,41             | 475 (2022)                        | 88                 | modifier les données · modifier les données |
| Sainte-Marie-au-Bosc                | 76609      | 76280             | Le Havre       | Octeville-sur-Mer                                                 | CU Le Havre Seine Métropole                  | 3,18             | 359 (2022)                        | 113                | modifier les données · modifier les données |
| Sainte-Marie-des-Champs             | 76610      | 76190             | Rouen          | Yvetot                                                            | CC Yvetot Normandie                          | 4,11             | 1 583 (2022)                      | 385                | modifier les données · modifier les données |
| Sandouville                         | 76660      | 76430             | Le Havre       | Saint-Romain-de-Colbosc                                           | CU Le Havre Seine Métropole                  | 14,80            | 801 (2022)                        | 54                 | modifier les données · modifier les données |
| Sassetot-le-Malgardé                | 76662      | 76730             | Dieppe         | Luneray                                                           | CC Terroir de Caux                           | 2,56             | 105 (2022)                        | 41                 | modifier les données · modifier les données |
| Sassetot-le-Mauconduit              | 76663      | 76540             | Le Havre       | Fécamp                                                            | CA Fécamp Caux Littoral Agglomération        | 8,81             | 1 003 (2022)                      | 114                | modifier les données · modifier les données |
| Sasseville                          | 76664      | 76450             | Dieppe         | Saint-Valery-en-Caux                                              | CC de la Côte d'Albâtre                      | 6,19             | 260 (2022)                        | 42                 | modifier les données · modifier les données |
| Sauchay                             | 76665      | 76630             | Dieppe         | Dieppe-2                                                          | CC Falaises du Talou                         | 5,74             | 448 (2022)                        | 78                 | modifier les données · modifier les données |
| Saumont-la-Poterie                  | 76666      | 76440             | Dieppe         | Gournay-en-Bray                                                   | CC des Quatre Rivières                       | 15,94            | 413 (2022)                        | 26                 | modifier les données · modifier les données |
| Sauqueville                         | 76667      | 76550             | Dieppe         | Dieppe-1                                                          | CA de la Région Dieppoise                    | 3,39             | 350 (2022)                        | 103                | modifier les données · modifier les données |
| Saussay                             | 76668      | 76760             | Rouen          | Yvetot                                                            | CC Plateau de Caux                           | 5,17             | 379 (2022)                        | 73                 | modifier les données · modifier les données |
| Sausseuzemare-en-Caux               | 76669      | 76110             | Le Havre       | Saint-Romain-de-Colbosc                                           | CC Campagne de Caux                          | 3,88             | 430 (2022)                        | 111                | modifier les données · modifier les données |
| Senneville-sur-Fécamp               | 76670      | 76400             | Le Havre       | Fécamp                                                            | CA Fécamp Caux Littoral Agglomération        | 4,73             | 875 (2022)                        | 185                | modifier les données · modifier les données |
| Sept-Meules                         | 76671      | 76260             | Dieppe         | Eu                                                                | CC Falaises du Talou                         | 8,22             | 173 (2022)                        | 21                 | modifier les données · modifier les données |
| Serqueux                            | 76672      | 76440             | Dieppe         | Gournay-en-Bray                                                   | CC des Quatre Rivières                       | 5,76             | 948 (2022)                        | 165                | modifier les données · modifier les données |
| Servaville-Salmonville              | 76673      | 76116             | Rouen          | Le Mesnil-Esnard                                                  | CC Inter-Caux-Vexin                          | 7,85             | 1 118 (2022)                      | 142                | modifier les données · modifier les données |
| Sierville                           | 76675      | 76690             | Rouen          | Bois-Guillaume                                                    | CC Inter-Caux-Vexin                          | 15,91            | 1 105 (2022)                      | 69                 | modifier les données · modifier les données |
| Sigy-en-Bray                        | 76676      | 76780             | Dieppe         | Gournay-en-Bray                                                   | CC des Quatre Rivières                       | 18,46            | 487 (2022)                        | 26                 | modifier les données · modifier les données |
| Smermesnil                          | 76677      | 76660             | Dieppe         | Neufchâtel-en-Bray                                                | CC de Londinières                            | 12,81            | 364 (2022)                        | 28                 | modifier les données · modifier les données |
| Sommery                             | 76678      | 76440             | Dieppe         | Neufchâtel-en-Bray                                                | CC Communauté Bray-Eawy                      | 21,39            | 829 (2022)                        | 39                 | modifier les données · modifier les données |
| Sommesnil                           | 76679      | 76560             | Dieppe         | Saint-Valery-en-Caux                                              | CC de la Côte d'Albâtre                      | 3,06             | 112 (2022)                        | 37                 | modifier les données · modifier les données |
| Sorquainville                       | 76680      | 76540             | Le Havre       | Fécamp                                                            | CA Fécamp Caux Littoral Agglomération        | 4,47             | 174 (2022)                        | 39                 | modifier les données · modifier les données |
| Sotteville-lès-Rouen                | 76681      | 76300             | Rouen          | Le Petit-Quevilly Sotteville-lès-Rouen                            | Métropole Rouen Normandie                    | 7,44             | 29 039 (2022)                     | 3 903              | modifier les données · modifier les données |
| Sotteville-sous-le-Val              | 76682      | 76410             | Rouen          | Caudebec-lès-Elbeuf                                               | Métropole Rouen Normandie                    | 5,27             | 746 (2022)                        | 142                | modifier les données · modifier les données |
| Sotteville-sur-Mer                  | 76683      | 76740             | Dieppe         | Saint-Valery-en-Caux                                              | CC de la Côte d'Albâtre                      | 8,09             | 394 (2022)                        | 49                 | modifier les données · modifier les données |
| Tancarville                         | 76684      | 76430             | Le Havre       | Bolbec                                                            | CA Caux Seine Agglo                          | 7,42             | 1 226 (2022)                      | 165                | modifier les données · modifier les données |
| Terres-de-Caux                      | 76258      | 76640             | Le Havre       | Saint-Valery-en-Caux                                              | CA Caux Seine Agglo                          | 38,01            | 4 247 (2022)                      | 112                | modifier les données · modifier les données |
| Thérouldeville                      | 76685      | 76540             | Le Havre       | Fécamp                                                            | CA Fécamp Caux Littoral Agglomération        | 4,58             | 672 (2022)                        | 147                | modifier les données · modifier les données |
| Theuville-aux-Maillots              | 76686      | 76540             | Le Havre       | Fécamp                                                            | CA Fécamp Caux Littoral Agglomération        | 7,24             | 525 (2022)                        | 73                 | modifier les données · modifier les données |
| Thiergeville                        | 76688      | 76540             | Le Havre       | Fécamp                                                            | CA Fécamp Caux Littoral Agglomération        | 9,25             | 398 (2022)                        | 43                 | modifier les données · modifier les données |
| Thiétreville                        | 76689      | 76540             | Le Havre       | Fécamp                                                            | CA Fécamp Caux Littoral Agglomération        | 5,33             | 375 (2022)                        | 70                 | modifier les données · modifier les données |
| Thil-Manneville                     | 76690      | 76730             | Dieppe         | Luneray                                                           | CC Terroir de Caux                           | 6,78             | 659 (2022)                        | 97                 | modifier les données · modifier les données |
| Le Thil-Riberpré                    | 76691      | 76440             | Dieppe         | Gournay-en-Bray                                                   | CC des Quatre Rivières                       | 10,09            | 239 (2022)                        | 24                 | modifier les données · modifier les données |
| Thiouville                          | 76692      | 76450             | Dieppe         | Saint-Valery-en-Caux                                              | CC de la Côte d'Albâtre                      | 5,86             | 279 (2022)                        | 48                 | modifier les données · modifier les données |
| Le Tilleul                          | 76693      | 76790             | Le Havre       | Octeville-sur-Mer                                                 | CU Le Havre Seine Métropole                  | 6,27             | 666 (2022)                        | 106                | modifier les données · modifier les données |
| Tocqueville-en-Caux                 | 76694      | 76730             | Dieppe         | Luneray                                                           | CC Terroir de Caux                           | 3,17             | 141 (2022)                        | 44                 | modifier les données · modifier les données |
| Tocqueville-les-Murs                | 76695      | 76110             | Le Havre       | Saint-Romain-de-Colbosc                                           | CC Campagne de Caux                          | 3,47             | 274 (2022)                        | 79                 | modifier les données · modifier les données |
| Torcy-le-Grand                      | 76697      | 76590             | Dieppe         | Luneray                                                           | CC Terroir de Caux                           | 8,75             | 793 (2022)                        | 91                 | modifier les données · modifier les données |
| Torcy-le-Petit                      | 76698      | 76590             | Dieppe         | Luneray                                                           | CC Terroir de Caux                           | 3,66             | 516 (2022)                        | 141                | modifier les données · modifier les données |
| Le Torp-Mesnil                      | 76699      | 76560             | Rouen          | Yvetot                                                            | CC Plateau de Caux                           | 5,47             | 454 (2022)                        | 83                 | modifier les données · modifier les données |
| Tôtes                               | 76700      | 76890             | Dieppe         | Luneray                                                           | CC Terroir de Caux                           | 7,61             | 1 555 (2022)                      | 204                | modifier les données · modifier les données |
| Touffreville-la-Corbeline           | 76702      | 76190             | Rouen          | Yvetot                                                            | CC Yvetot Normandie                          | 12,59            | 839 (2022)                        | 67                 | modifier les données · modifier les données |
| Touffreville-sur-Eu                 | 76703      | 76910             | Dieppe         | Eu                                                                | CC Falaises du Talou                         | 5,69             | 230 (2022)                        | 40                 | modifier les données · modifier les données |
| Tourville-la-Rivière                | 76705      | 76410             | Rouen          | Caudebec-lès-Elbeuf                                               | Métropole Rouen Normandie                    | 8,00             | 2 574 (2022)                      | 322                | modifier les données · modifier les données |
| Tourville-les-Ifs                   | 76706      | 76400             | Le Havre       | Fécamp                                                            | CA Fécamp Caux Littoral Agglomération        | 8,34             | 736 (2022)                        | 88                 | modifier les données · modifier les données |
| Tourville-sur-Arques                | 76707      | 76550             | Dieppe         | Dieppe-1                                                          | CA de la Région Dieppoise                    | 5,90             | 1 190 (2022)                      | 202                | modifier les données · modifier les données |
| Toussaint                           | 76708      | 76400             | Le Havre       | Fécamp                                                            | CA Fécamp Caux Littoral Agglomération        | 4,49             | 695 (2022)                        | 155                | modifier les données · modifier les données |
| Le Trait                            | 76709      | 76580             | Rouen          | Barentin                                                          | Métropole Rouen Normandie                    | 17,52            | 4 742 (2022)                      | 271                | modifier les données · modifier les données |
| Trémauville                         | 76710      | 76640             | Le Havre       | Saint-Valery-en-Caux                                              | CA Caux Seine Agglo                          | 2,80             | 100 (2022)                        | 36                 | modifier les données · modifier les données |
| Le Tréport                          | 76711      | 76470             | Dieppe         | Eu                                                                | CC des Villes Sœurs                          | 6,77             | 4 417 (2022)                      | 652                | modifier les données · modifier les données |
| La Trinité-du-Mont                  | 76712      | 76170             | Le Havre       | Bolbec                                                            | CA Caux Seine Agglo                          | 2,06             | 917 (2022)                        | 445                | modifier les données · modifier les données |
| Les Trois-Pierres                   | 76714      | 76430             | Le Havre       | Saint-Romain-de-Colbosc                                           | CU Le Havre Seine Métropole                  | 7,48             | 815 (2022)                        | 109                | modifier les données · modifier les données |
| Trouville                           | 76715      | 76210             | Le Havre       | Port-Jérôme-sur-Seine                                             | CA Caux Seine Agglo                          | 10,38            | 617 (2022)                        | 59                 | modifier les données · modifier les données |
| Turretot                            | 76716      | 76280             | Le Havre       | Octeville-sur-Mer                                                 | CU Le Havre Seine Métropole                  | 6,07             | 1 595 (2022)                      | 263                | modifier les données · modifier les données |
| Val-de-la-Haye                      | 76717      | 76380             | Rouen          | Canteleu                                                          | Métropole Rouen Normandie                    | 10,16            | 699 (2022)                        | 69                 | modifier les données · modifier les données |
| Val-de-Saâne                        | 76018      | 76890             | Dieppe         | Luneray                                                           | CC Terroir de Caux                           | 13,87            | 1 468 (2022)                      | 106                | modifier les données · modifier les données |
| Val-de-Scie                         | 76034      | 76720 76850       | Dieppe         | Luneray                                                           | CC Terroir de Caux                           | 22,05            | 2 533 (2022)                      | 115                | modifier les données · modifier les données |
| Valliquerville                      | 76718      | 76190             | Rouen          | Yvetot                                                            | CC Yvetot Normandie                          | 13,39            | 1 464 (2022)                      | 109                | modifier les données · modifier les données |
| Valmont                             | 76719      | 76540             | Le Havre       | Fécamp                                                            | CA Fécamp Caux Littoral Agglomération        | 5,55             | 869 (2022)                        | 157                | modifier les données · modifier les données |
| Varengeville-sur-Mer                | 76720      | 76119             | Dieppe         | Dieppe-1                                                          | CA de la Région Dieppoise                    | 10,75            | 962 (2022)                        | 89                 | modifier les données · modifier les données |
| Varneville-Bretteville              | 76721      | 76890             | Dieppe         | Luneray                                                           | CC Terroir de Caux                           | 9,22             | 326 (2022)                        | 35                 | modifier les données · modifier les données |
| Vassonville                         | 76723      | 76890             | Dieppe         | Luneray                                                           | CC Terroir de Caux                           | 5,65             | 417 (2022)                        | 74                 | modifier les données · modifier les données |
| Vatierville                         | 76724      | 76270             | Dieppe         | Neufchâtel-en-Bray                                                | CC Communauté Bray-Eawy                      | 4,52             | 130 (2022)                        | 29                 | modifier les données · modifier les données |
| Vattetot-sous-Beaumont              | 76725      | 76110             | Le Havre       | Saint-Romain-de-Colbosc                                           | CC Campagne de Caux                          | 6,94             | 583 (2022)                        | 84                 | modifier les données · modifier les données |
| Vattetot-sur-Mer                    | 76726      | 76111             | Le Havre       | Fécamp                                                            | CA Fécamp Caux Littoral Agglomération        | 5,14             | 326 (2022)                        | 63                 | modifier les données · modifier les données |
| Vatteville-la-Rue                   | 76727      | 76940             | Rouen          | Port-Jérôme-sur-Seine                                             | CA Caux Seine Agglo                          | 51,14            | 1 118 (2022)                      | 22                 | modifier les données · modifier les données |
| La Vaupalière                       | 76728      | 76150             | Rouen          | Notre-Dame-de-Bondeville                                          | CC Inter-Caux-Vexin                          | 8,00             | 1 214 (2022)                      | 152                | modifier les données · modifier les données |
| Veauville-lès-Quelles               | 76730      | 76560             | Dieppe         | Saint-Valery-en-Caux                                              | CC de la Côte d'Albâtre                      | 3,21             | 125 (2022)                        | 39                 | modifier les données · modifier les données |
| Vénestanville                       | 76731      | 76730             | Dieppe         | Luneray                                                           | CC Terroir de Caux                           | 2,64             | 184 (2022)                        | 70                 | modifier les données · modifier les données |
| Ventes-Saint-Rémy                   | 76733      | 76680             | Dieppe         | Neufchâtel-en-Bray                                                | CC Communauté Bray-Eawy                      | 6,12             | 216 (2022)                        | 35                 | modifier les données · modifier les données |
| Vergetot                            | 76734      | 76280             | Le Havre       | Octeville-sur-Mer                                                 | CU Le Havre Seine Métropole                  | 4,31             | 440 (2022)                        | 102                | modifier les données · modifier les données |
| Veules-les-Roses                    | 76735      | 76980             | Dieppe         | Saint-Valery-en-Caux                                              | CC de la Côte d'Albâtre                      | 5,19             | 515 (2022)                        | 99                 | modifier les données · modifier les données |
| Veulettes-sur-Mer                   | 76736      | 76450             | Dieppe         | Saint-Valery-en-Caux                                              | CC de la Côte d'Albâtre                      | 4,71             | 280 (2022)                        | 59                 | modifier les données · modifier les données |
| Vibeuf                              | 76737      | 76760             | Rouen          | Yvetot                                                            | CC Plateau de Caux                           | 8,66             | 621 (2022)                        | 72                 | modifier les données · modifier les données |
| Vieux-Manoir                        | 76738      | 76750             | Rouen          | Le Mesnil-Esnard                                                  | CC Inter-Caux-Vexin                          | 8,13             | 770 (2022)                        | 95                 | modifier les données · modifier les données |
| Vieux-Rouen-sur-Bresle              | 76739      | 76390             | Dieppe         | Gournay-en-Bray                                                   | CC interrégionale Aumale - Blangy-sur-Bresle | 14,92            | 583 (2022)                        | 39                 | modifier les données · modifier les données |
| La Vieux-Rue                        | 76740      | 76160             | Rouen          | Le Mesnil-Esnard                                                  | CC Inter-Caux-Vexin                          | 5,51             | 576 (2022)                        | 105                | modifier les données · modifier les données |
| Villainville                        | 76741      | 76280             | Le Havre       | Octeville-sur-Mer                                                 | CU Le Havre Seine Métropole                  | 3,65             | 303 (2022)                        | 83                 | modifier les données · modifier les données |
| Villers-Écalles                     | 76743      | 76360             | Rouen          | Barentin                                                          | CC Caux-Austreberthe                         | 7,41             | 1 716 (2022)                      | 232                | modifier les données · modifier les données |
| Villers-sous-Foucarmont             | 76744      | 76340             | Dieppe         | Eu                                                                | CC interrégionale Aumale - Blangy-sur-Bresle | 7,01             | 185 (2022)                        | 26                 | modifier les données · modifier les données |
| Villy-sur-Yères                     | 76745      | 76260             | Dieppe         | Eu                                                                | CC Falaises du Talou                         | 8,34             | 217 (2022)                        | 26                 | modifier les données · modifier les données |
| Vinnemerville                       | 76746      | 76540             | Le Havre       | Fécamp                                                            | CC de la Côte d'Albâtre                      | 4,22             | 224 (2022)                        | 53                 | modifier les données · modifier les données |
| Virville                            | 76747      | 76110             | Le Havre       | Saint-Romain-de-Colbosc                                           | CC Campagne de Caux                          | 2,46             | 343 (2022)                        | 139                | modifier les données · modifier les données |
| Vittefleur                          | 76748      | 76450             | Dieppe         | Saint-Valery-en-Caux                                              | CC de la Côte d'Albâtre                      | 8,17             | 661 (2022)                        | 81                 | modifier les données · modifier les données |
| Wanchy-Capval                       | 76749      | 76660             | Dieppe         | Neufchâtel-en-Bray                                                | CC de Londinières                            | 19,31            | 330 (2022)                        | 17                 | modifier les données · modifier les données |
| Yainville                           | 76750      | 76480             | Rouen          | Barentin                                                          | Métropole Rouen Normandie                    | 3,31             | 1 033 (2022)                      | 312                | modifier les données · modifier les données |
| Yébleron                            | 76751      | 76640             | Le Havre       | Saint-Valery-en-Caux                                              | CA Caux Seine Agglo                          | 10,39            | 1 283 (2022)                      | 123                | modifier les données · modifier les données |
| Yerville                            | 76752      | 76760             | Rouen          | Yvetot                                                            | CC Plateau de Caux                           | 10,42            | 2 658 (2022)                      | 255                | modifier les données · modifier les données |
| Ymare                               | 76753      | 76520             | Rouen          | Darnétal                                                          | Métropole Rouen Normandie                    | 4,03             | 1 228 (2022)                      | 305                | modifier les données · modifier les données |
| Yport                               | 76754      | 76111             | Le Havre       | Fécamp                                                            | CA Fécamp Caux Littoral Agglomération        | 2,07             | 701 (2022)                        | 339                | modifier les données · modifier les données |
| Ypreville-Biville                   | 76755      | 76540             | Le Havre       | Fécamp                                                            | CA Fécamp Caux Littoral Agglomération        | 10,20            | 544 (2022)                        | 53                 | modifier les données · modifier les données |
| Yquebeuf                            | 76756      | 76690             | Rouen          | Le Mesnil-Esnard                                                  | CC Inter-Caux-Vexin                          | 6,51             | 239 (2022)                        | 37                 | modifier les données · modifier les données |
| Yvecrique                           | 76757      | 76560             | Rouen          | Yvetot                                                            | CC Plateau de Caux                           | 5,97             | 629 (2022)                        | 105                | modifier les données · modifier les données |
| Yvetot                              | 76758      | 76190             | Rouen          | Yvetot                                                            | CC Yvetot Normandie                          | 7,47             | 11 548 (2022)                     | 1 546              | modifier les données · modifier les données |
| Yville-sur-Seine                    | 76759      | 76530             | Rouen          | Barentin                                                          | Métropole Rouen Normandie                    | 8,25             | 424 (2022)                        | 51                 | modifier les données · modifier les données |
| Seine-Maritime                      | 76         |                   |                |                                                                   |                                              | 6 278,00         | 1 260 205 (2022)                  | 201                | modifier les données                        |